# Subaru Legacy
Der Subaru Legacy ist ein Automobil der Mittelklasse von Subaru, das seit Anfang 1989 hergestellt wird. Die aktuelle siebte Modellgeneration wird nur noch in Nordamerika angeboten.
Der Legacy ist wie bei Subaru üblich mit einem Boxermotor und Allradantrieb ausgestattet. Er ist als Stufenheck (Sedan) und Kombi (Station Wagon) verfügbar. Zeitweise gab es ihn auch als Pick-up (Baja). Der Subaru Outback wurde in den ersten Generationen als Legacy Outback verkauft und ist von diesem abgeleitet.
Die in Deutschland angebotenen Motorisierungen reichen von 76 kW/103 PS (1,8-Liter-Vierzylinder von 1989) bis zu 195 kW/265 PS (2,5-Liter-Vierzylinder-Turbo, bis 2014).
Typische Merkmale des Legacy sind:
- rahmenlose Seitenscheiben (bis zur vierten Generation)
- eine für einen Pkw hohe Anhängelast von bis zu zwei Tonnen
- Verwendung eines Untersetzungsgetriebes (bei den meisten Kombimodellen mit Schaltgetriebe)
- Einsatz einer Berganfahrhilfe (bei den meisten Kombimodellen mit Schaltgetriebe)
- eine Niveauregulierung beim Modell Hubertus und anderen Kombimodellen

Als weitere Besonderheit wurde im Frühjahr 2008 ein 2,0-Liter-Dieselmotor mit 110 kW und 350 Nm Drehmoment eingeführt, der der einzige in Serie gebaute Boxer-Dieselmotor der Welt ist. Bis zum Jahr 2011 bot Subaru in Verbindung mit dem 2,0- und dem 2,5-Liter-Ottomotor eine Autogasanlage ab Werk an.
Zwischen 1989 und 2019 wurde der Legacy in Australien als Subaru Liberty verkauft.

## 1. Generation (BC/BJF, 1989–1994)
Der erste Legacy wurde im Januar 1989 weltweit präsentiert. Zur serienmäßigen Ausstattung der Limousine Sedan 2200 AWD gehörten eine 5
-Gang-Schaltung, ABS, Servolenkung, Zentralverriegelung, höhenverstellbares Lenkrad, zwei elektrisch einstellbare Außenspiegel, elektrische Fensterheber, Rückrollsperre und ein elektrisches Glasschiebedach, geregeltem Drei-Wege-Katalysator.
In Deutschland gab es zunächst folgende Modelle:
- Sedan 1800 (Limousine): 1,8-Liter-Vierzylinder-Boxermotor (76 kW/103 PS), Preis 1989: 29.000 DM
- Sedan 2200 (Limousine): 2,2-Liter-Vierzylinder-Boxermotor (100 kW/136 PS), Preis 1989: 35.000 DM
- Kombi Station (Kombi in Grundausstattung) 1,8-Liter-Vierzylinder-Boxermotor (76 kW/103 PS), Preis 1989: 28.000 DM
- Kombi Super Station 1800 (Kombi mit erweiterter Ausstattung) 1,8-Liter-Vierzylinder-Boxermotor (76 kW/103 PS), Preis 1989: 31.300 DM
- Kombi Super Station 2200 (Kombi mit besserer Ausstattung) 2,2-Liter-Vierzylinder-Boxermotor (100 kW/136 PS), Preis 1989: 36.000 DM

Der Sedan und Super Station waren auch mit einer 4-Stufen-Allrad-Automatik lieferbar und alle angebotenen Fahrzeuge begnügten sich auch mit Normalbenzin.
Nach einem Facelift im August 1991 wurde zusätzlich ein 2,0-Liter-Turbomotor mit 147 kW (200 PS) angeboten. Die Turbovariante unterschied sich äußerlich von den anderen Modellen durch die Bereifung, eine Lufthutze, Heck- und einen Heckspoiler.
Zudem gab es Sondermodelle wie den Hubertus und eine limitierte Version Edition, die ausschließlich 1992 verkauft wurde. Diese Edition hatte aufbauend auf dem 2.0GL-Modell Mehrausstattung wie ein Schiebedach und ein eigenes Muster in der Polsterung.

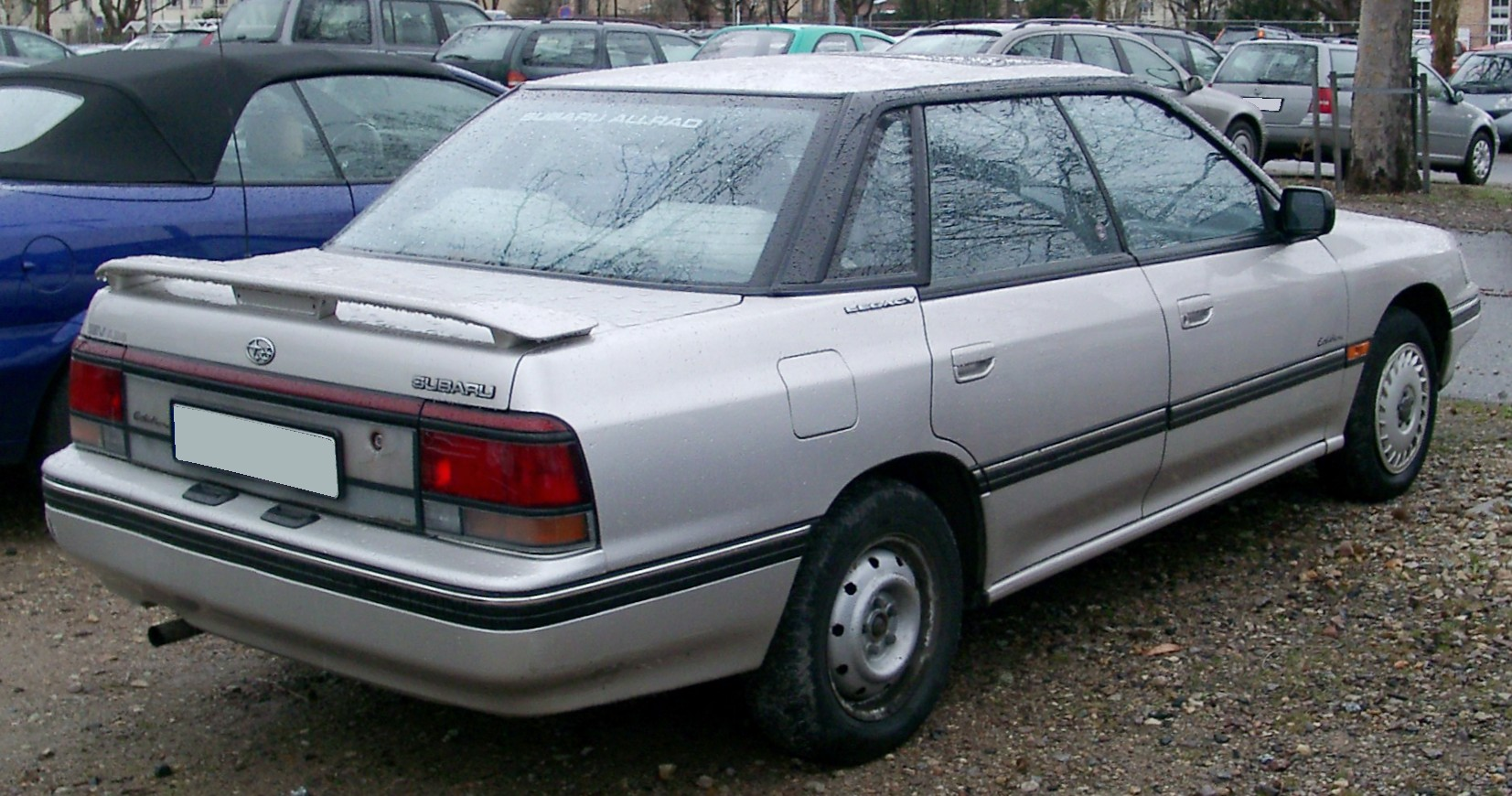
Heckansicht
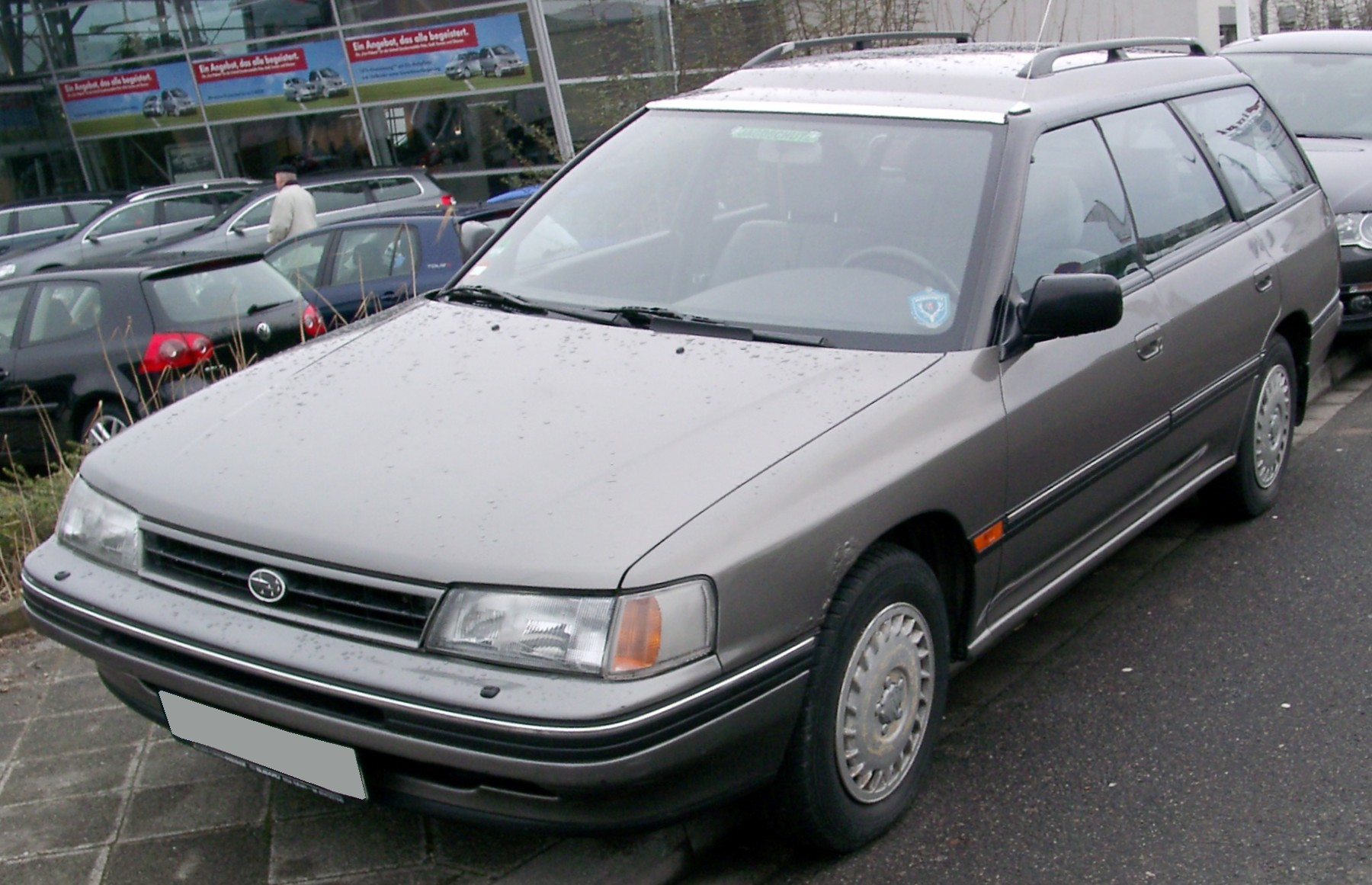
Subaru Legacy Kombi (1989–1991)
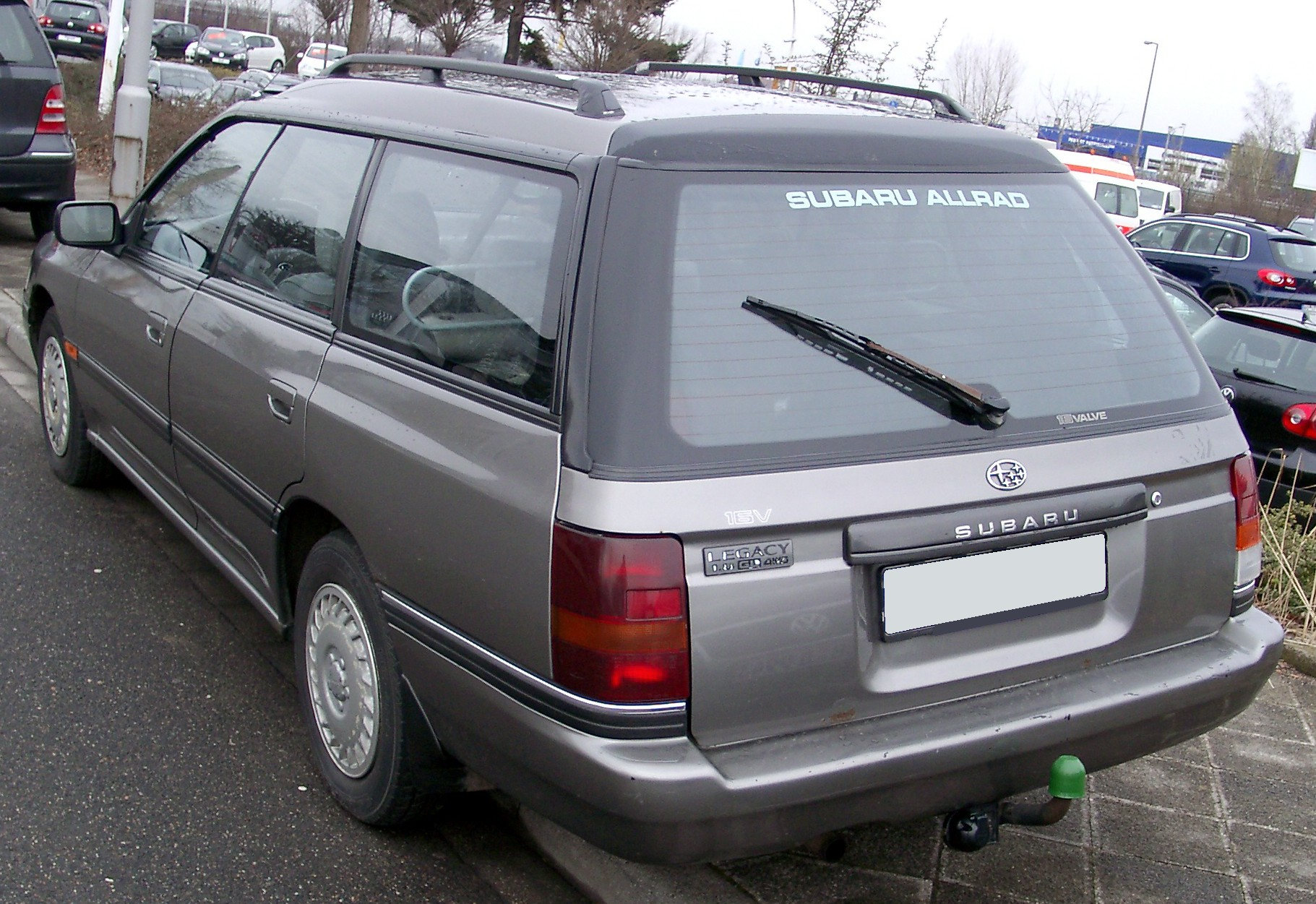
Heckansicht
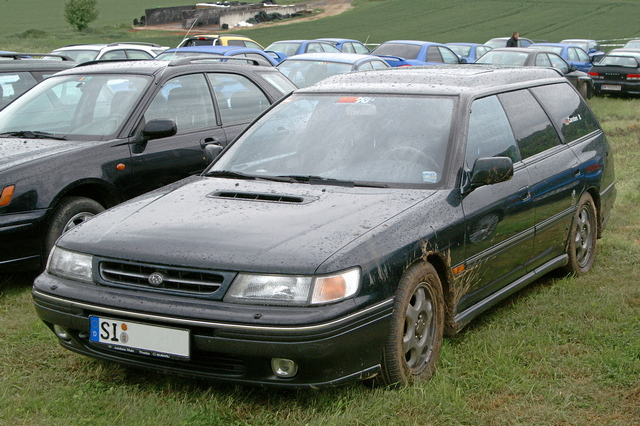
Subaru Legacy Turbo (1991–1994)

## 2. Generation (BD/BG, 1994–1999)
Die zweite Baureihe wurde im September 1994 eingeführt, die Modellbezeichnungen wurden wie folgt geändert:
- Legacy LX bzw. SwissStation (einfach ausgestattetes Basismodell, z. B. in der Schweiz angeboten)
- Legacy GL (einfach ausgestattetes Modell mit 2,0-Liter-Motor)
- Legacy GX (besser ausgestattetes Modell mit 2,2-Liter-, ab Mitte 1996 mit 2,5-Liter-Motor)
- Legacy Outback (Modell mit erhöhter Bodenfreiheit, ab Mitte 1996 mit 2,5-Liter-Motor)

Die Leistung des 2,2-Liter-Motors wurde von 100 kW (136 PS) auf 94 kW (128 PS) reduziert, die des 2,0-Liter-Motors blieb bei 85 kW. Der 1,8-Liter-Motor und das Turbomodell entfielen. Die Modelle GL und GX gab es sowohl als Limousine als auch als Kombi, den Outback gab es in Europa nur als Kombi. Mit der neuen Baureihe wurden erstmals Fahrer- und Beifahrerairbags in Legacy-Modelle eingebaut.
Im Rahmen einer Modellpflege im Juli 1996 wurde der 2,2-Liter-Motor durch einen 2,5-Liter-Motor mit 110 kW (150 PS) ersetzt. Das Modell besaß eine Luftfederung, mit deren Hilfe sich die Bodenfreiheit um 40 mm vergrößern lassen konnte. Zusätzlich wurde die Modellreihe Legacy Outback eingeführt, die über eine höhere Bodenfreiheit und eine spezielle Ausstattung für den Schlechtwegeeinsatz verfügte, wie zum Beispiel ein Hinterachs-Sperrdifferential. Mit dem Facelift wurde die Sicherheitsausstattung je nach Ausstattungslinie außerdem um Seitenairbags erweitert.

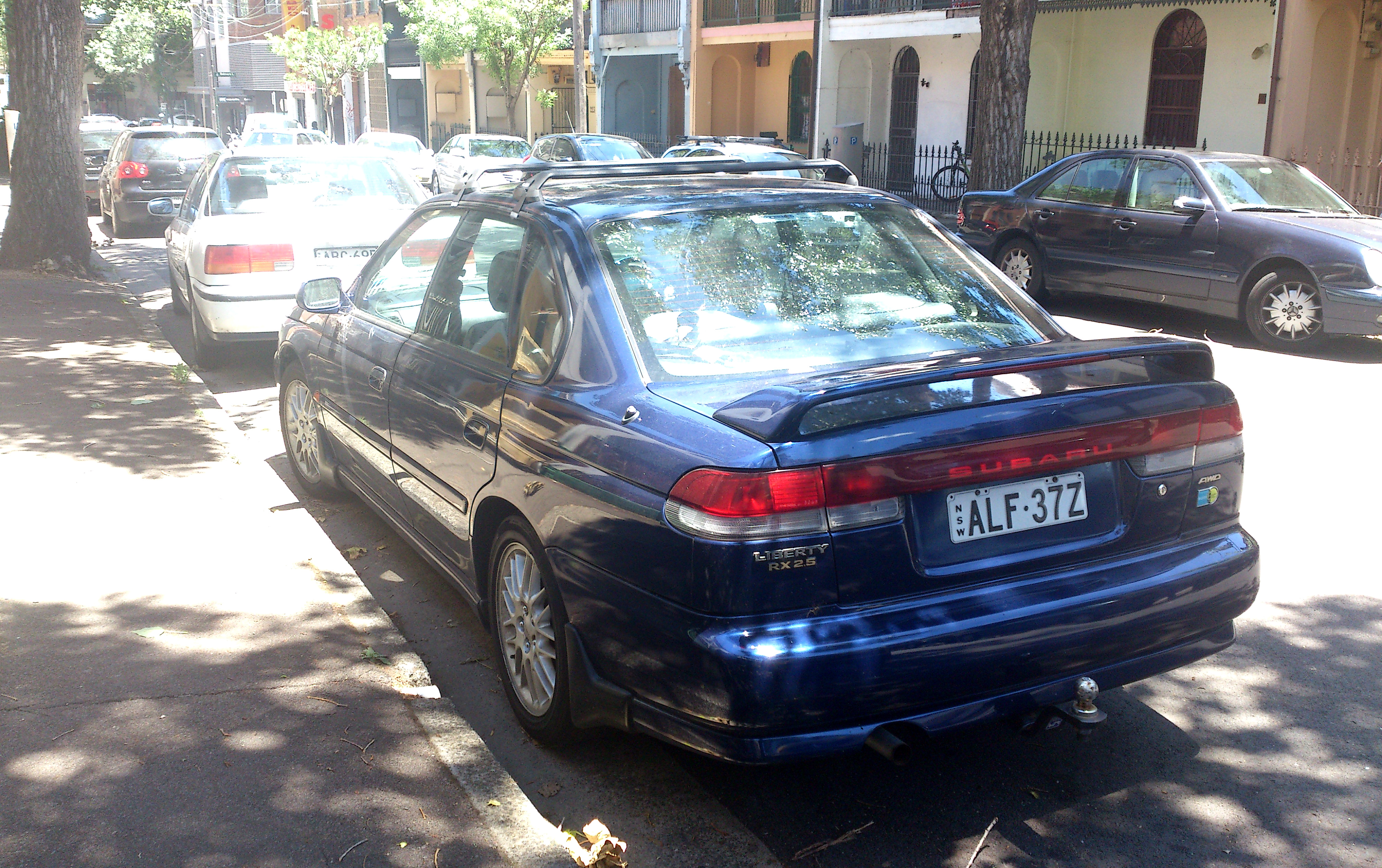
Heckansicht
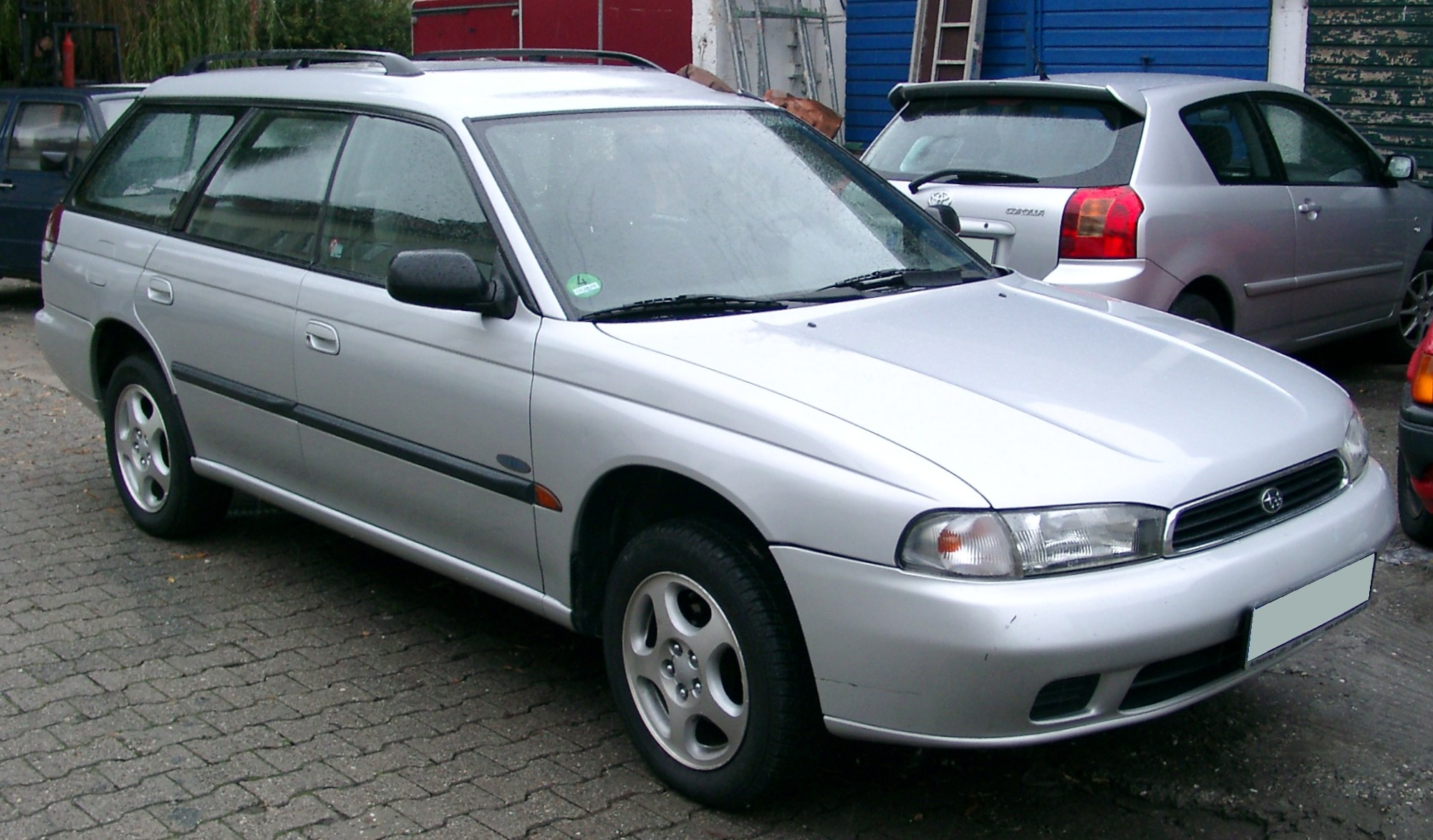
Subaru Legacy Kombi (1994–1999)
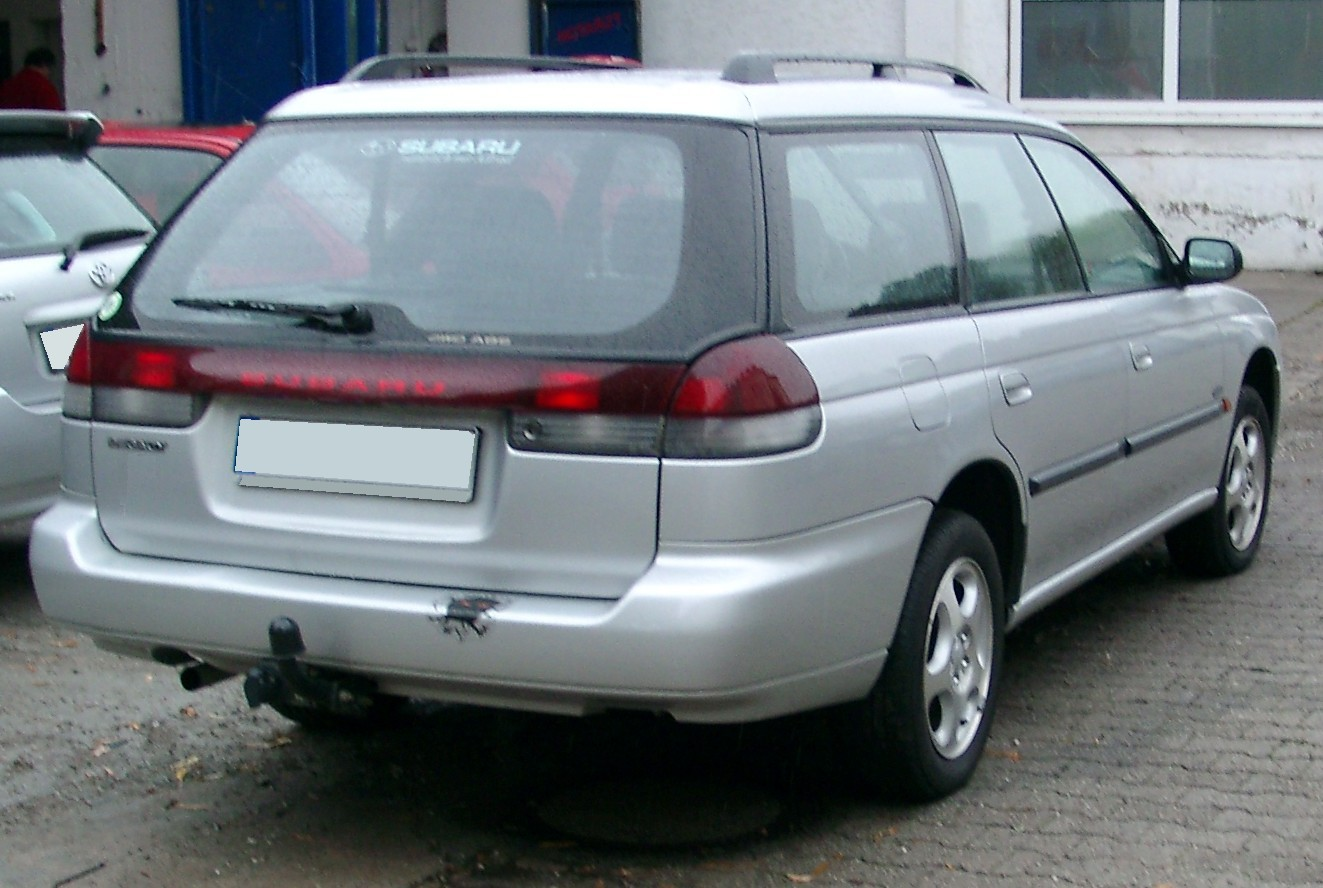
Heckansicht

## 3. Generation (BE/BH, 1998–2003)
Im November 1998 wurde die deutlich modernisierte dritte Baureihe eingeführt, wobei die Produktion der vorigen Generation noch bis März 1999 weiterlief.
- Legacy GL (Grundausstattung mit 2,0-Liter-Motor und 92 kW/125 PS)
- Legacy GX (bessere Ausstattung mit 2,5-Liter-Motor und 115 kW/156 PS)
- Legacy GT (Vollausstattung mit 2,0-Liter-Twin-Turbo-Motor und 206 kW/280 PS) nicht auf dem deutschen Markt.
- Legacy GT-B ist eine erweiterte Version des Legacy GT, das „B“ im Namen weist auf das serienmäßig verbaute Bilsteinfahrwerk hin
- Legacy Outback (höhergelegte Offroad-Version mit 2,5-Liter-Motor und 115 kW/156 PS, ab Frühjahr 2000 auch mit 3,0-Liter-Motor und 154 kW/209 PS)

Die Leistung der Motoren wurde angehoben und mit dem Frühjahr 2000 eingeführten Outback H6 3.0 kam erstmals ein Sechszylinder-Boxermotor beim Legacy zum Einsatz. Die 2,5-Liter- und 3,0-Liter-Automatikmodelle erhielten in der Kombiversion eine Fahrdynamikregelung mit der Verkaufsbezeichnung VDC.

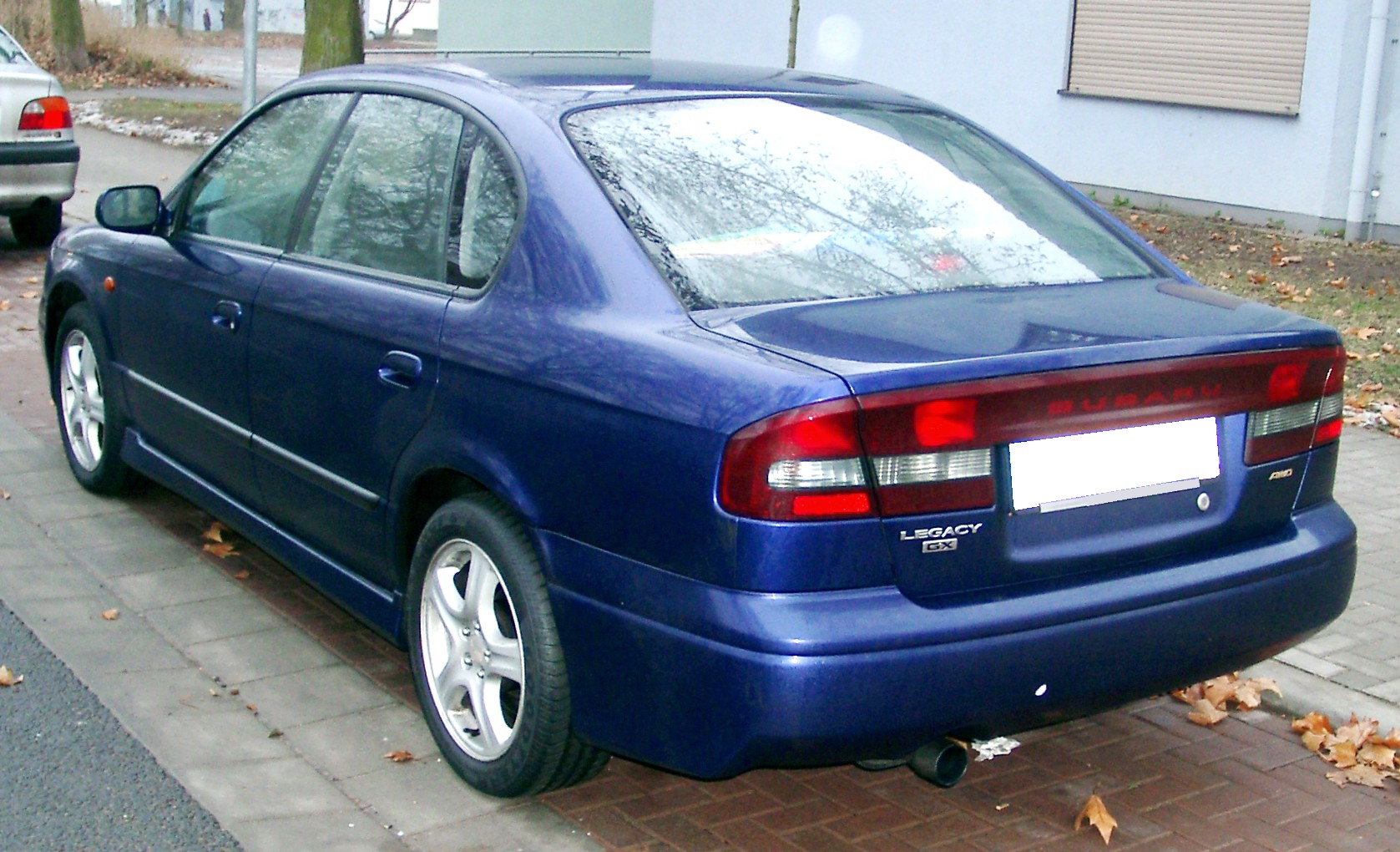
Heckansicht
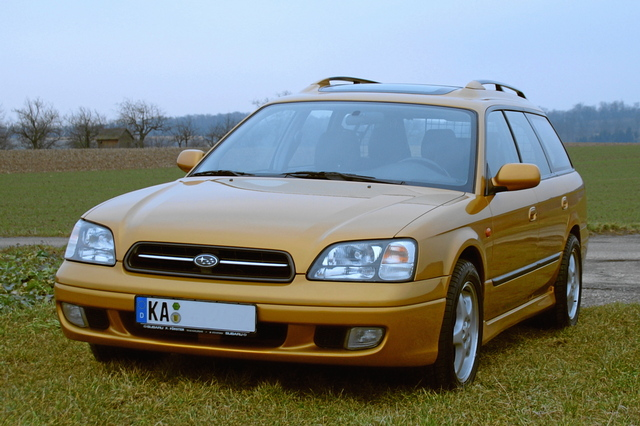
Subaru Legacy Kombi (1998–2003)
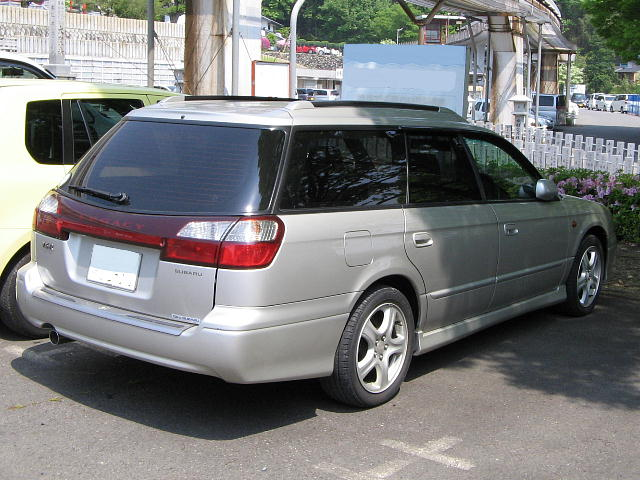
Heckansicht
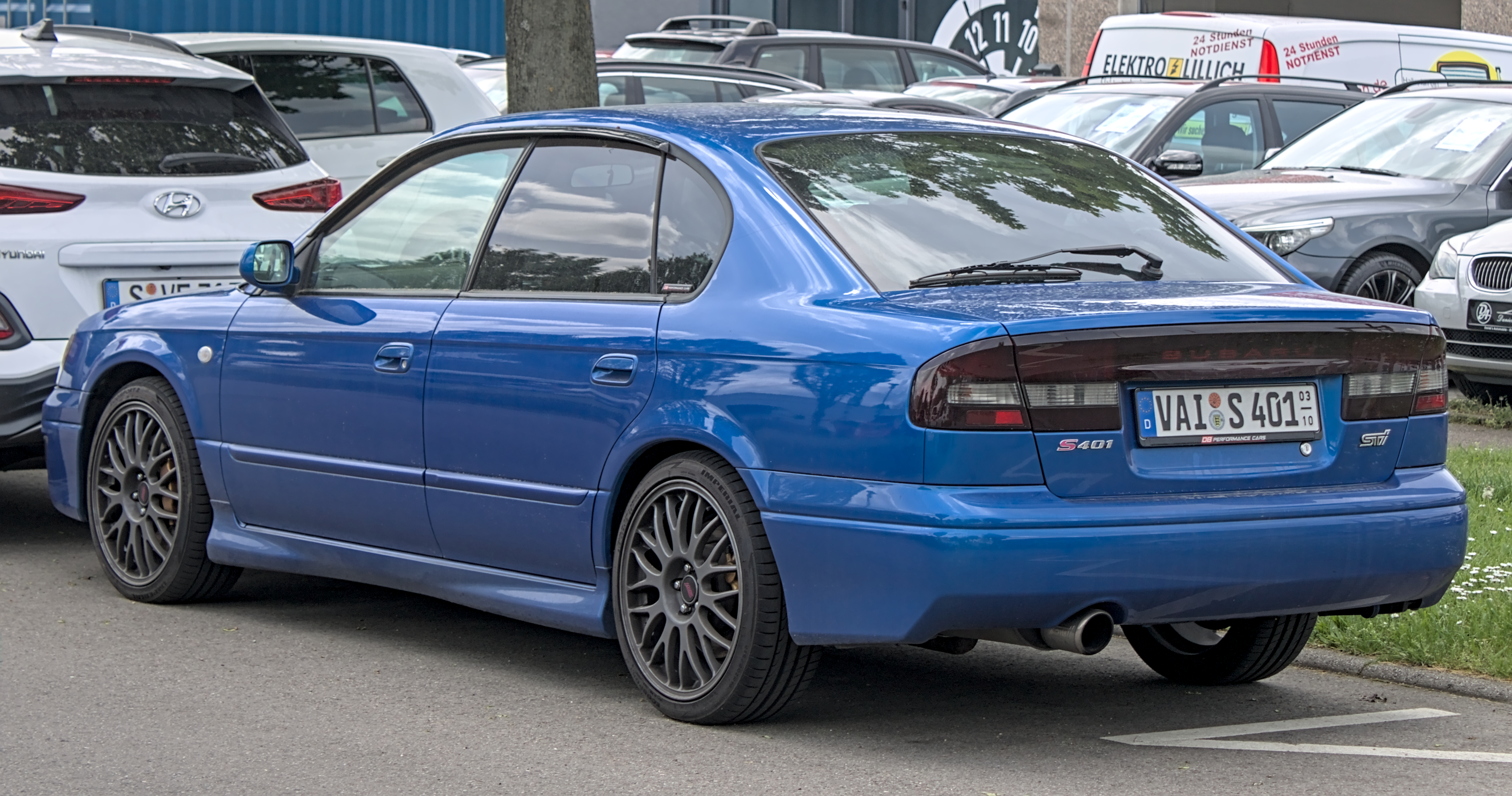
Sondermodell S401 STI

## 4. Generation (BL/BP, 2003–2009)
Die vierte Baureihe wurde im September 2003 eingeführt und zeichnete sich erneut durch ein deutlich moderneres Design gegenüber dem Vorgängermodell aus. Bis heute ist es das kommerziell erfolgreichste Legacy-Modell. Die einzelnen Varianten wurden zunächst nur durch die Hubraumangabe unterschieden, da Bezeichnungen wie GL und GX entfielen. Der Outback war in Europa nur als Kombi verfügbar, alle anderen Modelle wurden sowohl als Limousine wie auch als Kombi verkauft. Beim Kombi lag das Kofferraumvolumen bei 459 bis 1649 Liter, bei der Limousine bei 433 Liter. Die Zuladung lag bei 435 kg (2.0D Kombi) bis 550 kg (2.0R und 2.5i Limousine). Die Materialien im Innenraum waren überwiegend hochwertig, was sich besonders in der haptischen Wahrnehmung bemerkbar machte und in diversen Fahrzeugtests zur Sprache kam. Auch waren Motorhaube und Heckklappe (bei Kombivariante) zur Reduzierung des Fahrzeuggewichts aus Aluminium gefertigt, was zu jener Zeit bei Mittelklassefahrzeugen nicht üblich war. Eine weitere Besonderheit war zudem die Verwendung von roten Leuchtdioden für die dritte Bremsleuchte und die Nebelschlussleuchte des Kombis.
Zum Verkaufsstart 2003 waren folgende Motorisierungen verfügbar:
- Legacy 2.0 (101 kW/137 PS und Grundausstattung)
- Legacy 2.5 (121 kW/165 PS und bessere Ausstattung mit optionalem „Comfort-Paket“)
- Legacy 3.0R (180 kW/245 PS und Top-Ausstattung)
- Outback 2.5 (höher gelegte leichte Offroad-Version mit 121 kW/165 PS und Grundausstattung)
- Outback 3.0R (höher gelegte leichte Offroad-Version mit 180 kW/245 PS und besserer Ausstattung)

Ab September 2005 war eine überarbeitete Motorenpalette verfügbar:
Der 2,0-Liter-Motor erhielt eine variable Ventilsteuerung. Der 2,5-Liter-Motor, der noch einem älteren Baumuster entspricht, wurde nur noch für den Outback angeboten.
- Legacy 2.0R (121 kW/165 PS und bessere Ausstattung ab Modelljahr 2006)
- Legacy 3.0R (180 kW/245 PS und Top-Ausstattung)
- Legacy 3.0R spec.B (180 kW/245 PS und Top-Ausstattung mit zusätzlichem Sportfahrwerk und einer größeren VA-Bremse)
- Outback 2.5 (höher gelegte leichte Offroad-Version mit 121 kW/165 PS und Grundausstattung)
- Outback 3.0R (höher gelegte leichte Offroad-Version mit 180 kW/245 PS und besserer Ausstattung ab Modelljahr 2005)

Außerdem konnte ab Mitte 2005 für den Legacy ab Werk eine Autogasanlage (Subaru Ecomatic) bestellt werden. Im selben Jahr wurde das Sondermodell Celebration angeboten, welches über zusätzliche Ausstattungsmerkmale verfügte. Für das Modelljahr 2006 wurden, ergänzend zu den Hubraumangaben, noch folgende neue Bezeichnungen für die Ausstattungsvarianten eingeführt:
- Trend (Grundausstattung)
- Active (zusätzlich mit Fahrdynamikregelung (VDC genannt), Kopfairbags, Sitzheizung)
- Comfort (zusätzlich mit Lederausstattung)
- Navigation (zusätzlich mit Navigationssystem)

Die Fahrdynamikregelung VDC war für die Modelle 3.0R (nur Automatik), 3.0R spec.B (Schaltung und Automatik) und 2.0R (Automatik ab Ausstattung Active) verfügbar.
Außerhalb Europas waren weitere Motorisierungen verfügbar, beispielsweise Turbo-Benziner, welche das Kürzel „GT“ in der Modellbezeichnung tragen.

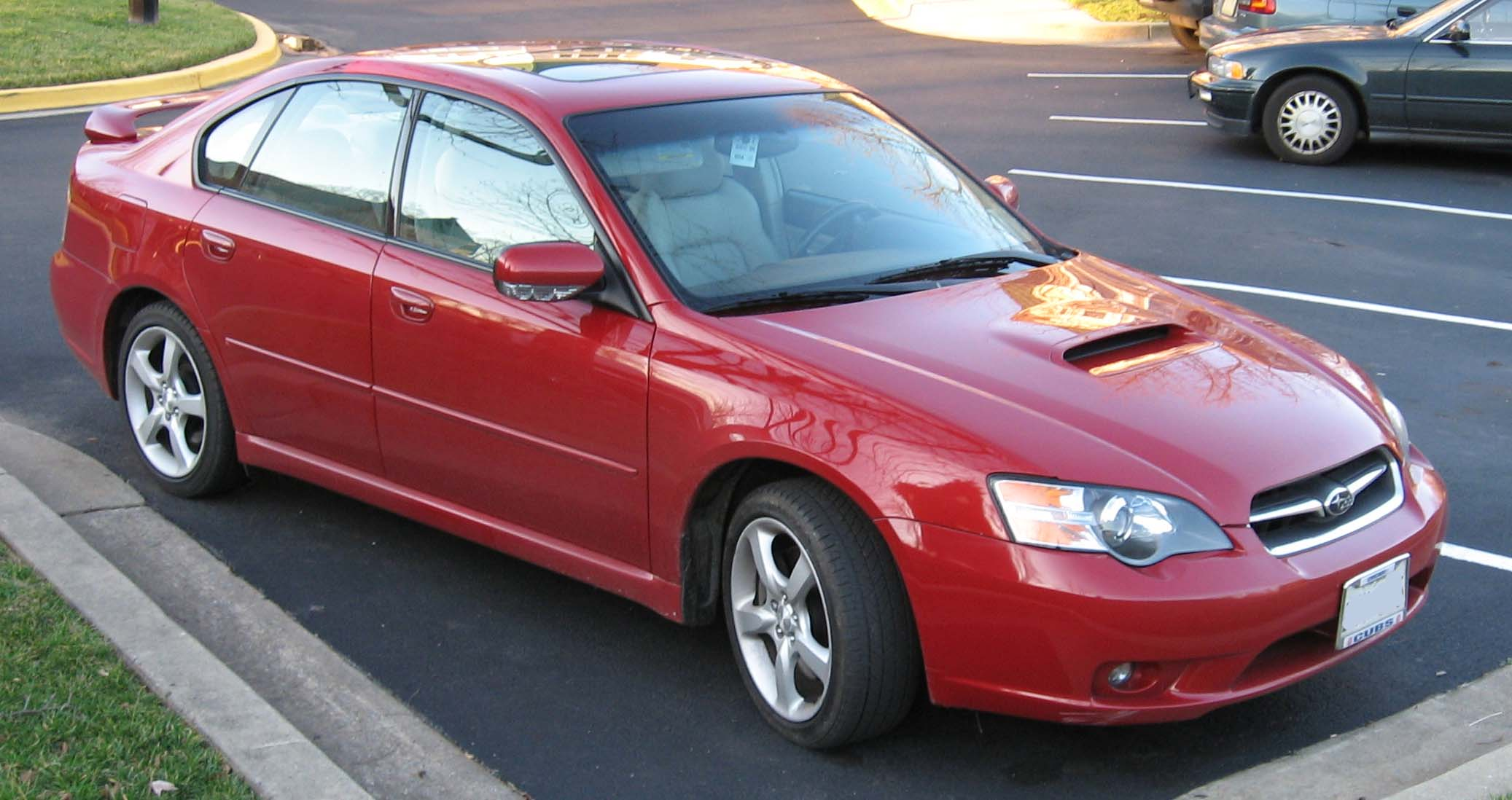
US-Modell: Subaru Legacy GT Limousine (2003–2007)
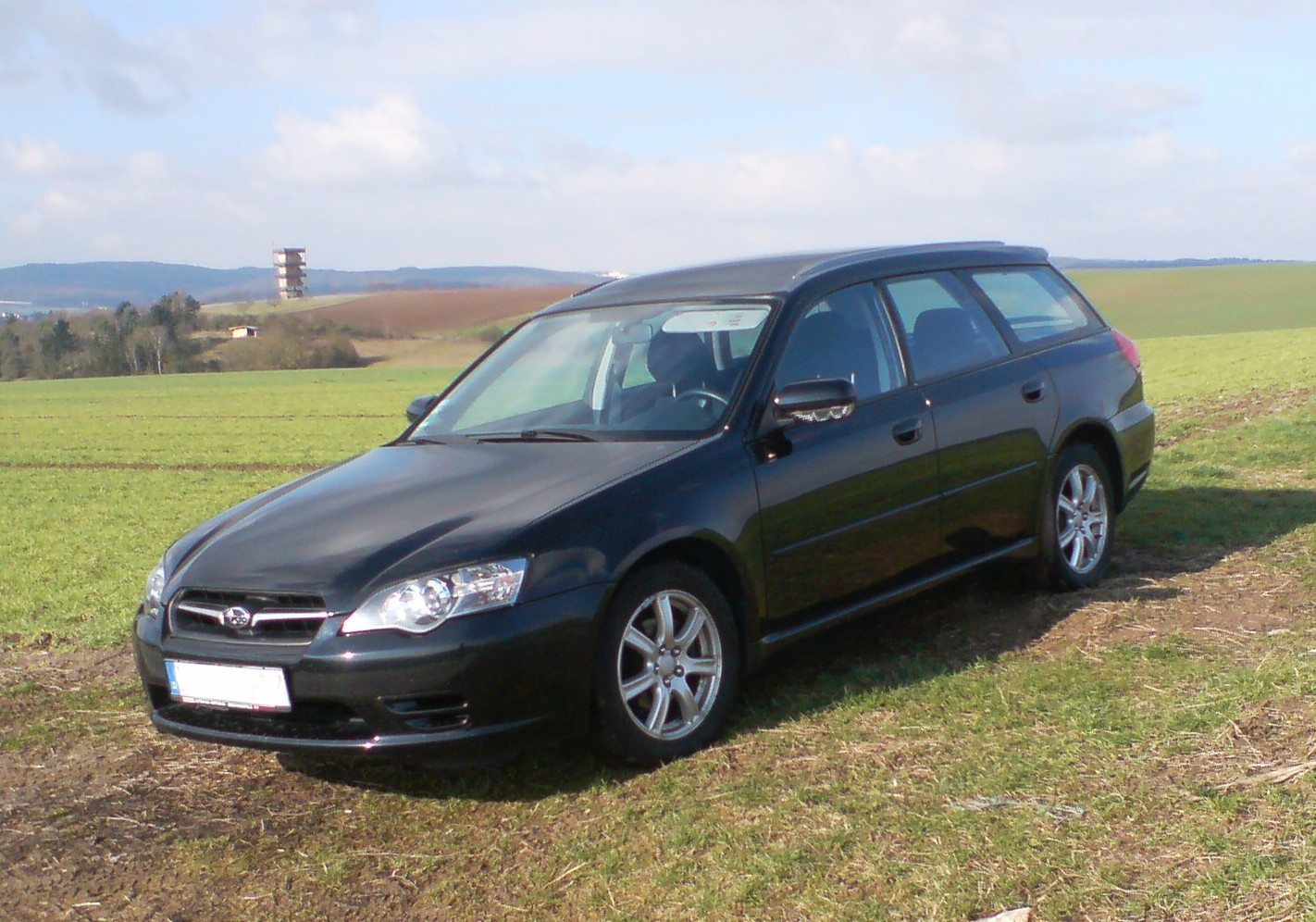
Subaru Legacy Kombi (2003–2007)
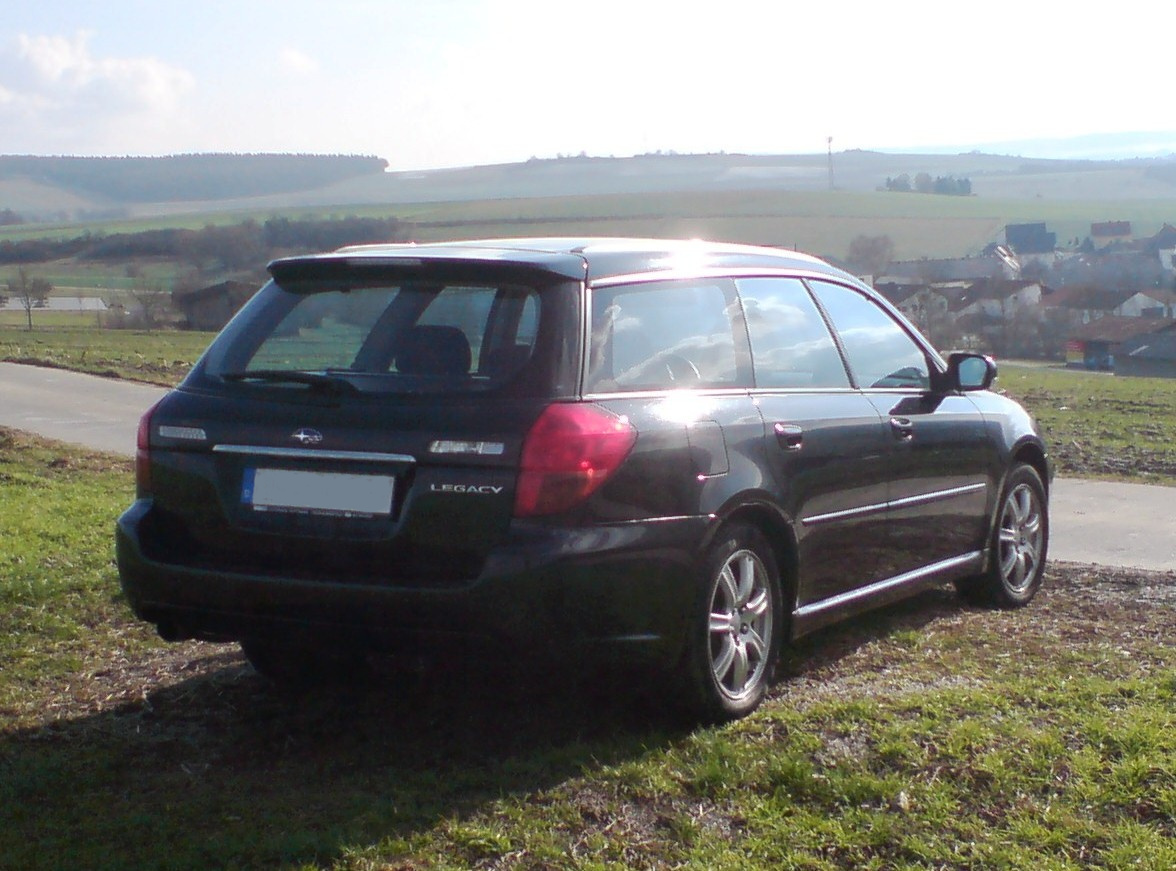
Heckansicht

### Modellpflege 2007
Im April 2007 wurde der Legacy einer optischen Aufwertung unterzogen. Das Design am Exterieur umfasst eine neue Frontpartie mit einem modifizierten Kühlergrill, stärker ausgeformte Kotflügel, neue Frontscheinwerfer (Xenonlicht war nun in einigen Versionen verfügbar) und Heckleuchten sowie eine geänderte Chromverzierung an der Heckklappe. Im Innenraum wurden die Mittelkonsole und die Anzeigeinstrumente stark überarbeitet. 2008 wurde auch die Motorenpalette nochmals überarbeitet, der 2,5-Liter war mit geänderter Leistung wieder verfügbar, der 2.0R leistete nun 150 PS. Ab März kam ein neu entwickelter Diesel-Boxer mit einer Leistung von 110 kW (150 PS) hinzu. Die Verkaufsbezeichnung für diese Variante lautet 2.0D.

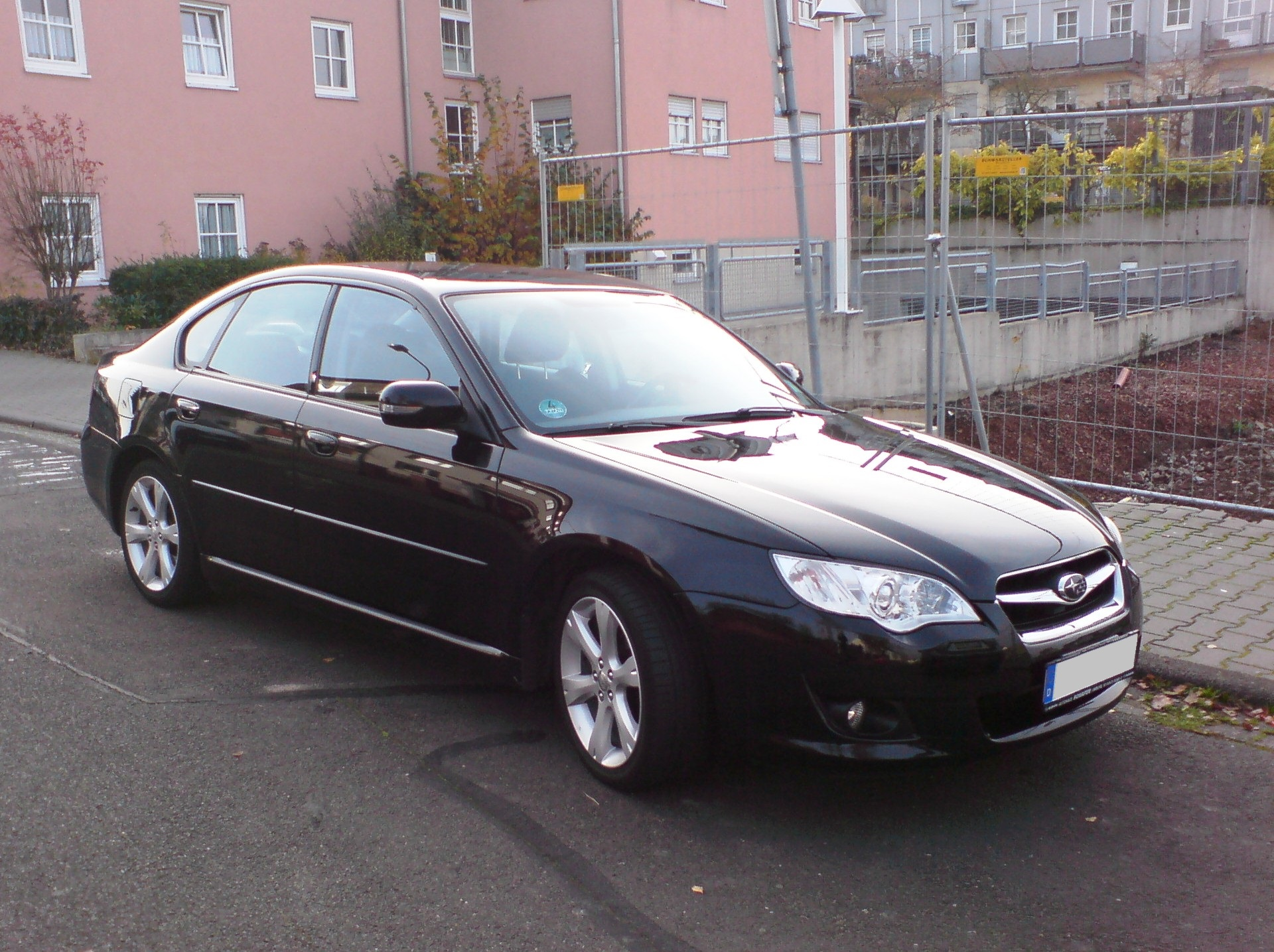
Subaru Legacy Limousine (2007–2009)
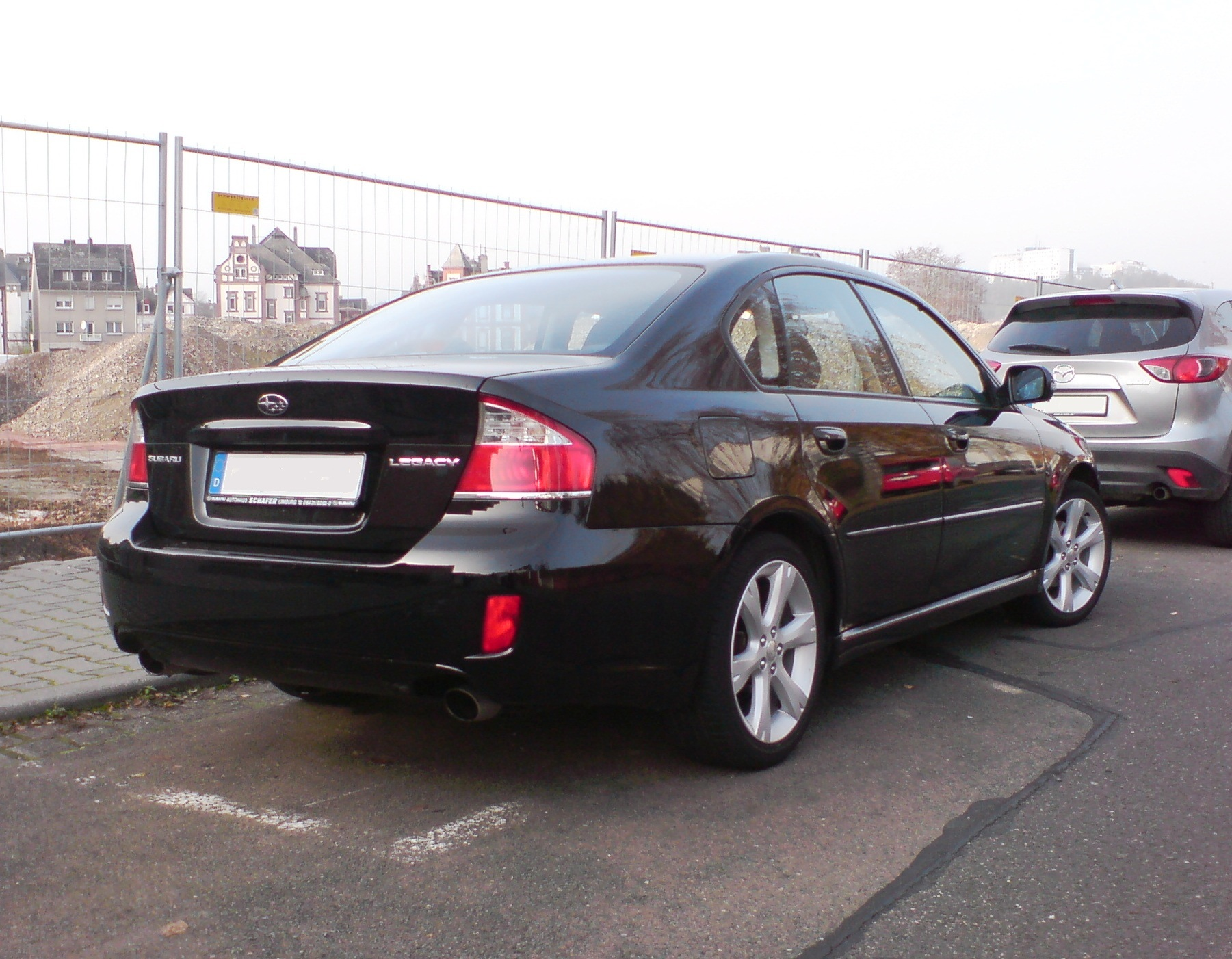
Heckansicht
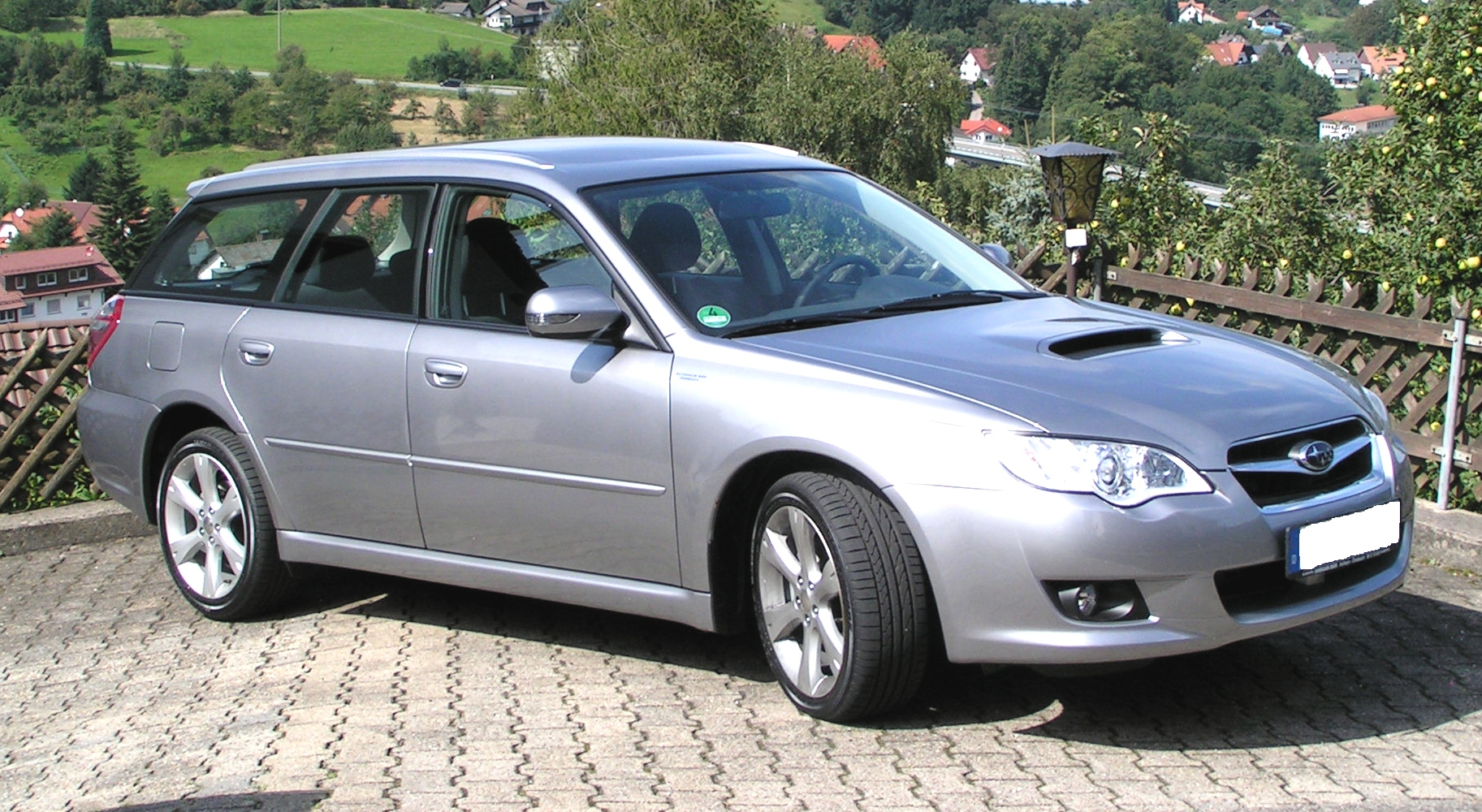
Subaru Legacy Kombi 2.0D (2008–2009)
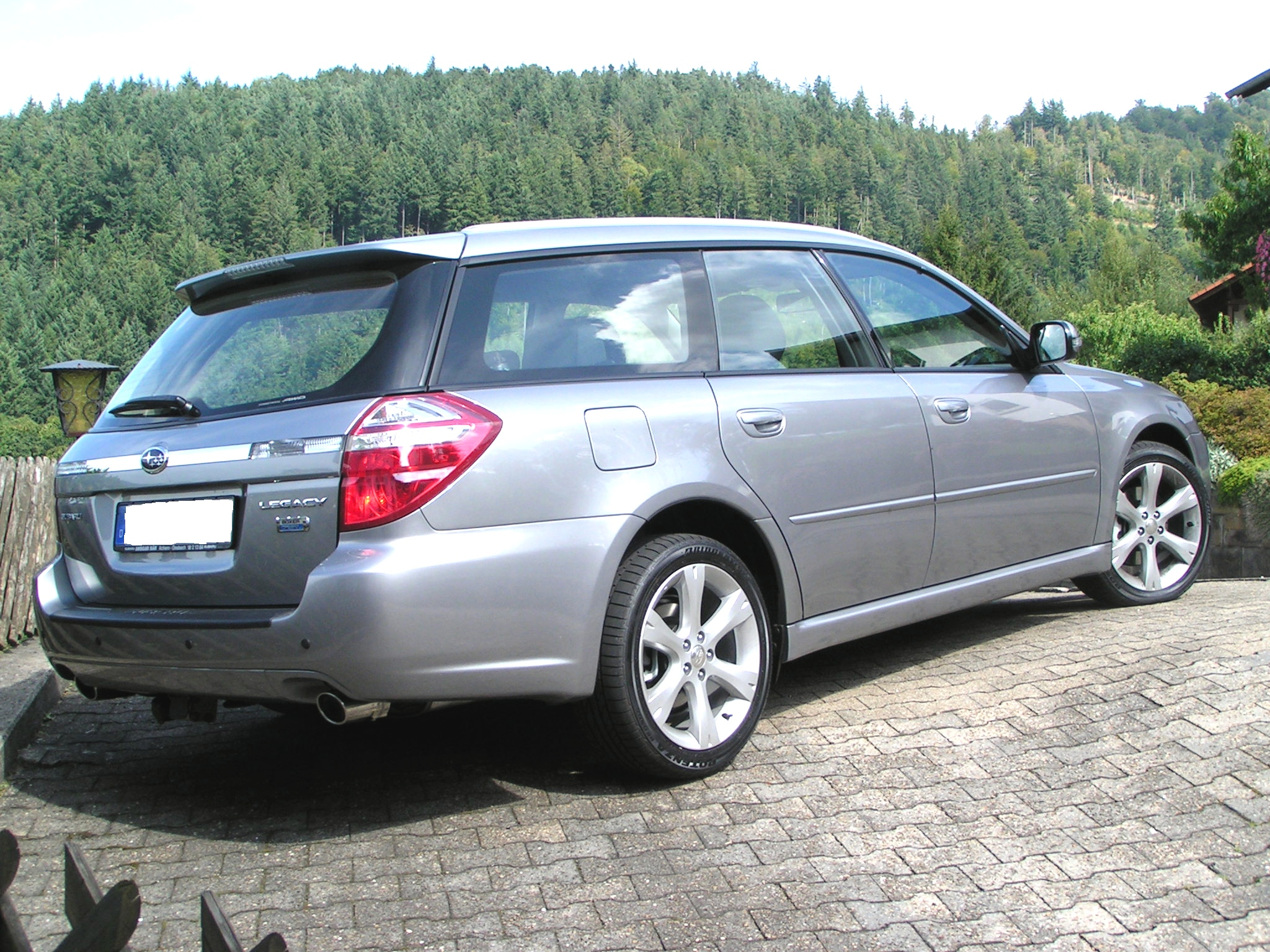
Heckansicht

### Technische Daten, Modelljahr 2008
| Modell         | Hubraum cm³ | Motorkennung | Ventile / Ventiltrieb | Einspritzung | Max. Leistung bei min−1 | Max. Drehmoment bei min−1 | Getriebe | Höchst-geschwindigkeit in km/h (Kombi) | Beschleunigung 0–100 km/h (Kombi) | Normverbrauch in l/100 km (Kombi) | CO2 in g/km (Kombi) | Anhängelast gebremst in kg bis 8 % Steigung |
| -------------- | ----------- | ------------ | --------------------- | ------------ | ----------------------- | ------------------------- | -------- | -------------------------------------- | --------------------------------- | --------------------------------- | ------------------- | ------------------------------------------- |
| 2.0D           | 1998        | EE20         | 16 DOHC               | Common-Rail  | 110 kW (150 PS)/3600    | 350 Nm/1800               | 5-Gang   | 208 (203)                              | 8,7 s (8,9 s)                     | 7,0/4,8/5,6 (7,1/5,0/5,7)         | 148 (151)           | 1700                                        |
| 2.0R           | 1994        | EJ204        | 16 DOHC               | MPI          | 110 kW (150 PS)/6000    | 196 Nm/3200               | 5-Gang   | 209 (202)                              | 9,5 s (9,8 s)                     | 11,7/6,7/8,6 (11,8/6,8/8,6)       | 202 (203)           | 1900                                        |
| 2.0R Automatik | 1994        | EJ20         | 16 DOHC               | MPI          | 110 kW (150 PS)/6000    | 196 Nm/3200               | 4-Stufen | 201 (191)                              | 11,4 s (11,8 s)                   | 11,5/6,5/8,3 (11,7/6,6/8,5)       | 196 (200)           | 1900                                        |
| 2.5i           | 2457        | EJ253        | 16 SOHC               | MPI          | 127 kW (173 PS)/6000    | 227 Nm/4400               | 5-Gang   | 219 (211)                              | 9,5 s (9,6 s)                     | 11,7/6,7/8,5 (11,9/6,7/8,6)       | 202 (203)           | 1900                                        |
| 2.5i Automatik | 2457        | EJ253        | 16 SOHC               | MPI          | 127 kW (173 PS)/6000    | 227 Nm/4400               | 4-Stufen | 217 (208)                              | 11,4 s (11,0 s)                   | 11,9/6,5/8,5 (11,9/6,8/8,7)       | 200 (205)           | 1900                                        |

| Modell                | Hubraum cm³ | Motorkennung | Ventile / Ventiltrieb | Einspritzung | Max. Leistung bei min−1 | Max. Drehmoment bei min−1 | Getriebe | Höchst-geschwindigkeit in km/h (Kombi) | Beschleunigung 0–100 km/h (Kombi) | Normverbrauch in l/100 km (Kombi) | CO2 in g/km (Kombi) | Anhängelast gebremst in kg bis 8 % Steigung |
| --------------------- | ----------- | ------------ | --------------------- | ------------ | ----------------------- | ------------------------- | -------- | -------------------------------------- | --------------------------------- | --------------------------------- | ------------------- | ------------------------------------------- |
| 3.0R Automatik        | 3000        | EZ30D        | 24 DOHC               | MPI          | 180 kW (245 PS)/6600    | 297 Nm/4200               | 5-Stufen | 237 (237)                              | 8,2 s (8,4 s)                     | 13,8/7,4/9,8 (13,8/7,4/9,8)       | 231 (231)           | 2000                                        |
| 3.0R spec.B           | 3000        | EZ30D        | 24 DOHC               | MPI          | 180 kW (245 PS)/6600    | 297 Nm/4200               | 6-Gang   | 243 (233)                              | 6,9 s (7,0 s)                     | (17,6/8,9/12,1 (17,8/9,1/12,3)    | 286 (290)           | 2000                                        |
| 3.0R spec.B Automatik | 3000        | EZ30D        | 24 DOHC               | MPI          | 180 kW (245 PS)/6600    | 297 Nm/4200               | 5-Stufen | 237 (237)                              | 8,2 s (8,4 s)                     | 13,8/7,4/9,8 (13,8/7,4/9,8)       | 231 (231)           | 2000                                        |

Alle Motoren erfüllen die EURO-4-Norm. R-Modelle verfügen über eine variable Nockenwellenverstellung.

### Sonderversionen
Der S402 war ab dem 14. Mai 2008 in zwei Varianten erhältlich – als Sedan oder Wagon – und auf 402 Exemplare limitiert. Wie die meisten Sonderversionen der STi-Modelle war auch der S402 nur in Japan erhältlich. Er hatte einen 2,5 Liter Vier-Zylinder-Boxer mit Twin-Scroll-Turbolader Motor. Dieser leistete 210 kW (285 PS) bei 5600/min und ein Drehmoment von 392 Nm bei 2000–4800/min. Er war in den fünf Farben Silber, Schwarz, WR Blue Mica, matt Schwarz und Reinweiß (Sonderlackierung) erhältlich. Der S402 Sedan kostete in der Grundausstattung 5.355.000 Yen, der S402 Wagon 5.491.500 Yen (Preisangaben jeweils mit japanischer Steuer).

## 5. Generation (BM/BR, 2009–2014)
Auf der New York International Auto Show 2009 wurde die fünfte Generation der Legacy/Outback-Reihe vorgestellt, die sich am bereits präsentierten Konzeptfahrzeug orientiert.
Der neue Legacy ist seit September 2009 mit folgenden Motorisierungen lieferbar: 2.0 Benzin und Diesel (beide 110 kW/150 PS), 2.5 Benzin (123 kW/167 PS), 2.5 Benzin-Turbo (195 kW/265 PS, nur Schweiz), 3.6 Benzin (ca. 190 kW/258 PS, nur USA/Kanada).
Als Getriebe kommen 6-Gang-Handschaltungen (2.0 Benzin und Diesel), CVT-Automaten (2.0 Benzin und 2.5 Benzin) und 5-Stufen-Automatik (2.5 Turbo) zum Einsatz. Mit dem Wechsel des Modelljahres 2013 wurde der EJ253-SOHC-Motor durch den EJ254-DOHC ersetzt.
Mit der neuen Topmotorisierung 2.5 Turbo kann der neue Legacy nach Werksangaben als Limousine und Kombi in 6,2 Sekunden auf 100 km/h beschleunigen und 245 km/h Höchstgeschwindigkeit erreichen.
Anfang 2013 erfolgte ein leichtes Facelift.

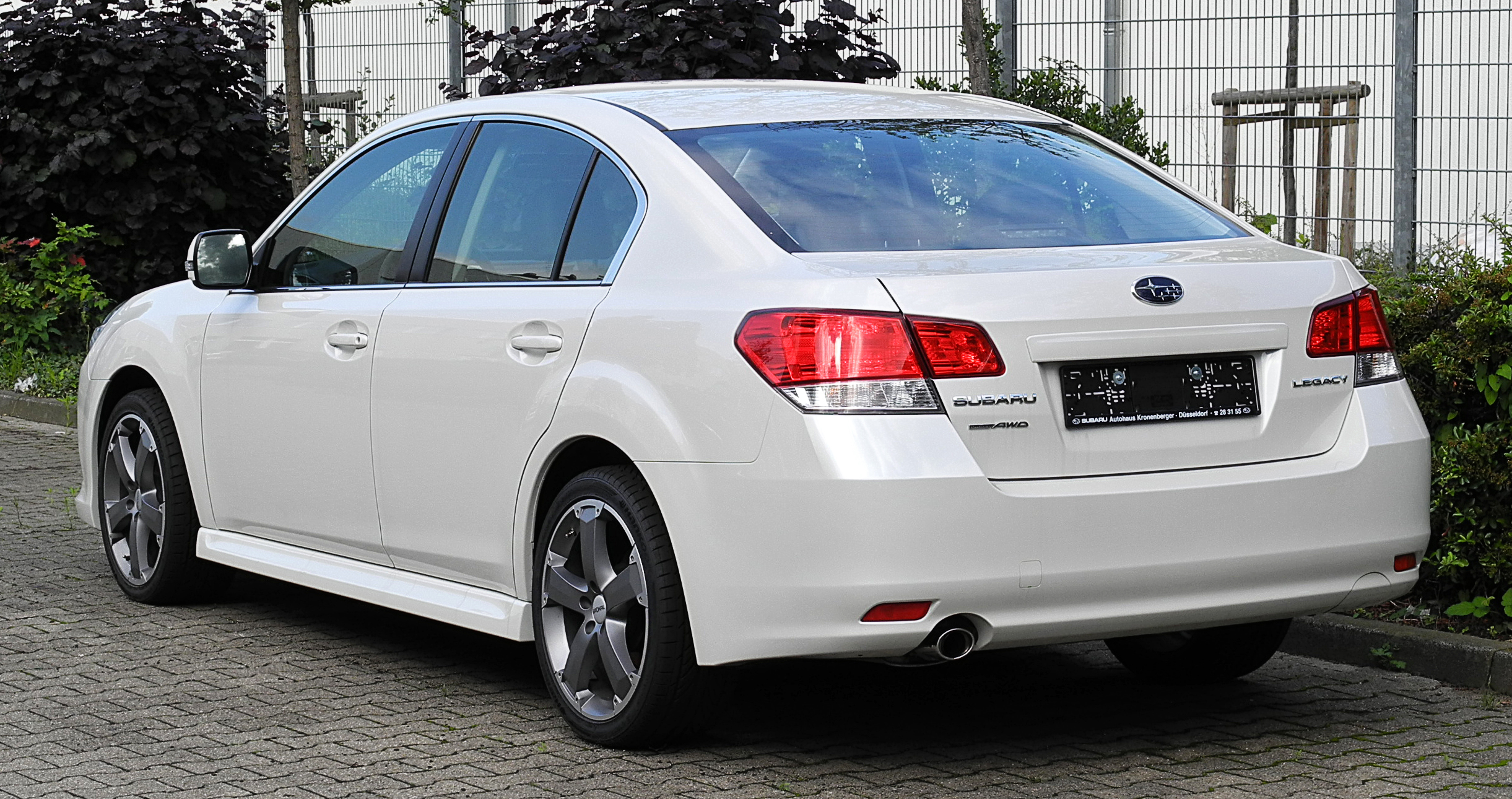
Heckansicht
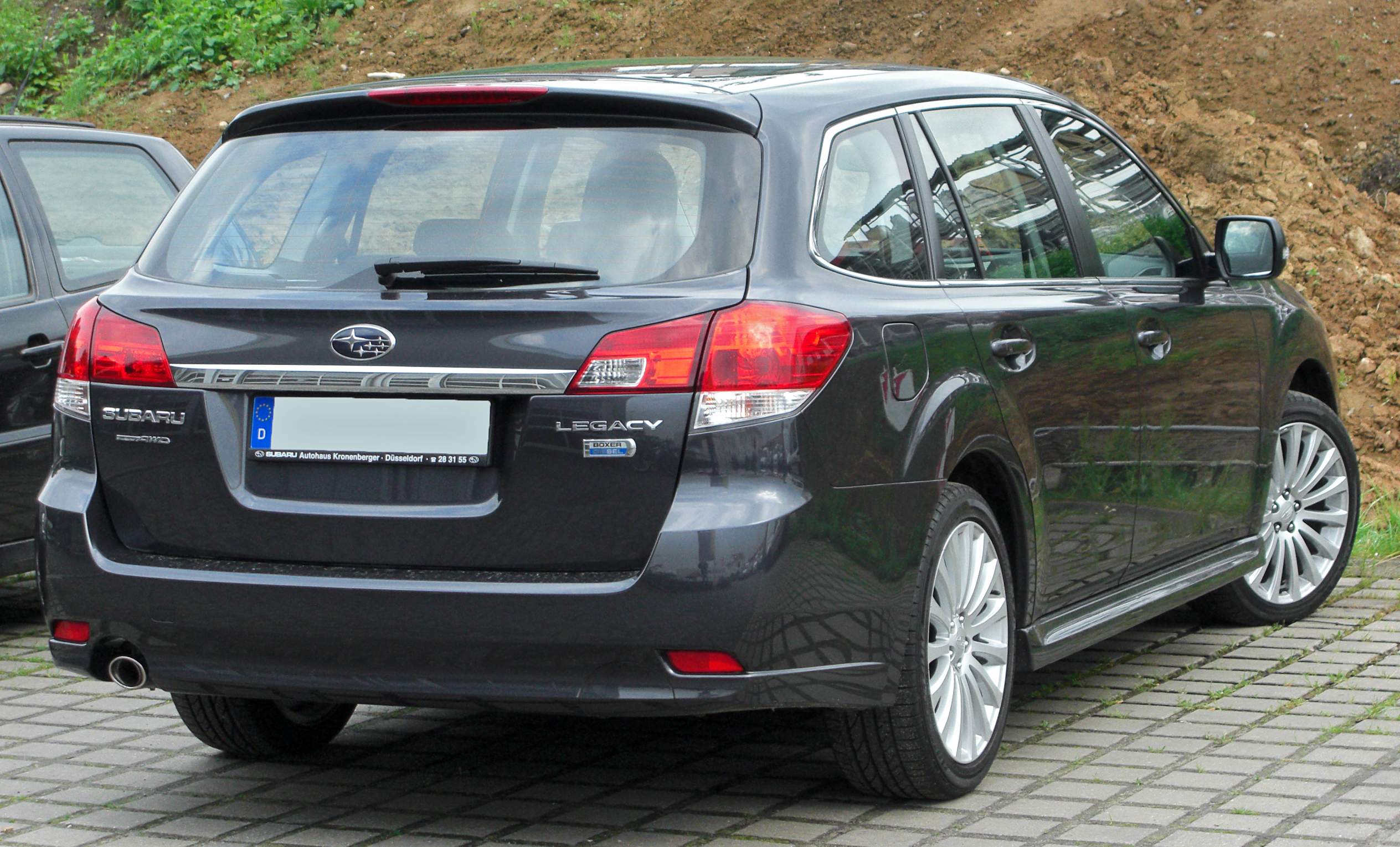
Subaru Legacy Kombi (2009–2013)
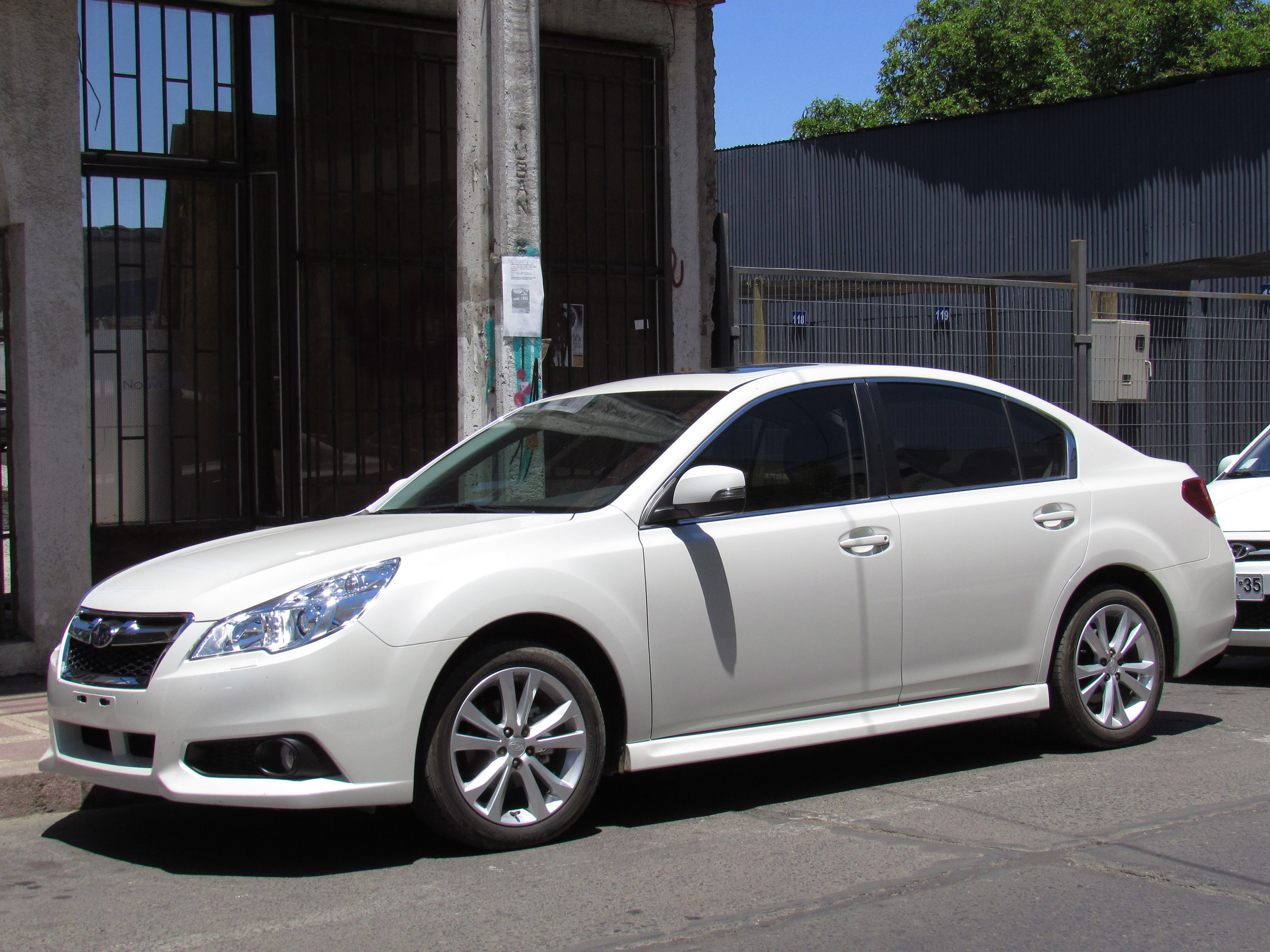
Subaru Legacy Limousine (2013–2014)

Seit Herbst 2014 wird der Legacy in Teilen von Europa (z. B. in Deutschland und Österreich) nicht mehr vertrieben. Die Kombi-Version wurde durch den Levorg ersetzt, die Limousine bleibt vorerst ohne Nachfolger. In anderen Staaten kam die sechste Generation in den Handel.

### Motorisierungen
| Modell         | Hubraum cm³ | Motorkennung | Ventile/Ventiltrieb | Einspritzung | Max. Leistung bei min−1 | Max. Drehmoment bei min−1 | Getriebe     | Normverbrauch in l/100 km (Limousine) | CO2 in g/km (Limousine) | Anhängelast gebremst in kg |
| -------------- | ----------- | ------------ | ------------------- | ------------ | ----------------------- | ------------------------- | ------------ | ------------------------------------- | ----------------------- | -------------------------- |
| 2.0D           | 1998        | EE20         | 16 DOHC             | Common Rail  | 110 kW (150 PS)/3600    | 350 Nm/1600 bis 2400      | 6-Gang       | 7,0 / 4,9 / 5,7 (7,0 / 4,7 / 5,5)     | 149 (145)               | 1700                       |
| 2.0D Sport     | 1998        | E20          | 16 DOHC             | Common Rail  | 110 kW (150 PS)/3600    | 350 Nm/1600 bis 2400      | 6-Gang       | 7,3 / 5,2 / 5,9 (7,2 / 5,0 / 5,8)     | 156 (153)               | 1700                       |
| 2.0i           | 1994        | EJ20         | 16 DOHC             | MPI          | 110 kW (150 PS)/6200    | 196 Nm/4200               | Lineartronic | 9,5 / 5,7 / 7,1                       | 164                     | 1500                       |
| 2.5i           | 2457        | EJ253        | 16 SOHC             | MPI          | 123 kW (167 PS)/5600    | 229 Nm/4000               | Lineartronic | 9,8 / 6,2 / 7,5                       | 174                     | 1800                       |
| 2.5i Sport     | 2457        | EJ253        | 16 SOHC             | MPI          | 123 kW (167 PS)/5600    | 229 Nm/4000               | Lineartronic | 9,8 / 6,2 / 7,5                       | 174                     | 1800                       |
| 2.5i (ab MJ13) | 2498        | FB25         | 16 DOHC             | MPI          | 127 kW (173 PS)/5600    | 235 Nm/4100               | Lineartronic | 9,5 / 6,0 / 7,3                       | 168                     | 1800                       |

Alle Motoren erfüllen die EURO-5-Norm.

## 6. Generation (BN/BS, 2014–2020)
Die sechste Generation wurde auf der Chicago Auto Show 2014 der Öffentlichkeit präsentiert. Die Kombi-Version erhielt keinen offiziellen Nachfolger. In Europa wurde er durch den kleineren Levorg ersetzt. Die Outback-Variante wird weltweit fortgesetzt. Die Limousine wurde in Teilen von Europa (z. B. in Deutschland und Österreich) nicht mehr vertrieben.
Ein Facelift erfolgte Anfang 2017, welches eine neue Frontpartie mit neuen Scheinwerfern, neuem Kühlergrill, Änderungen im Innenraum und neue Assistenzsysteme beinhaltet.

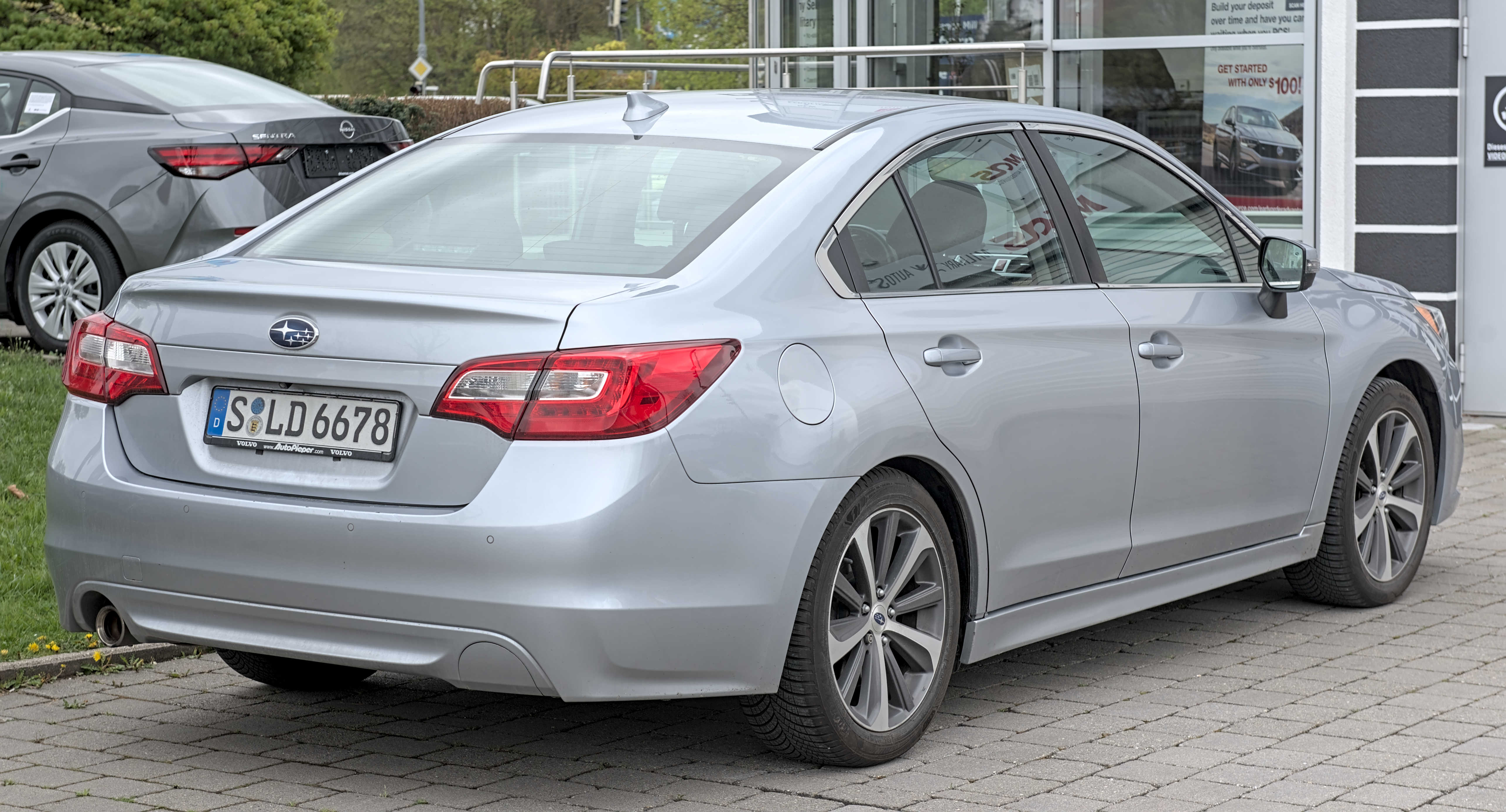
Heckansicht (2014–2017)
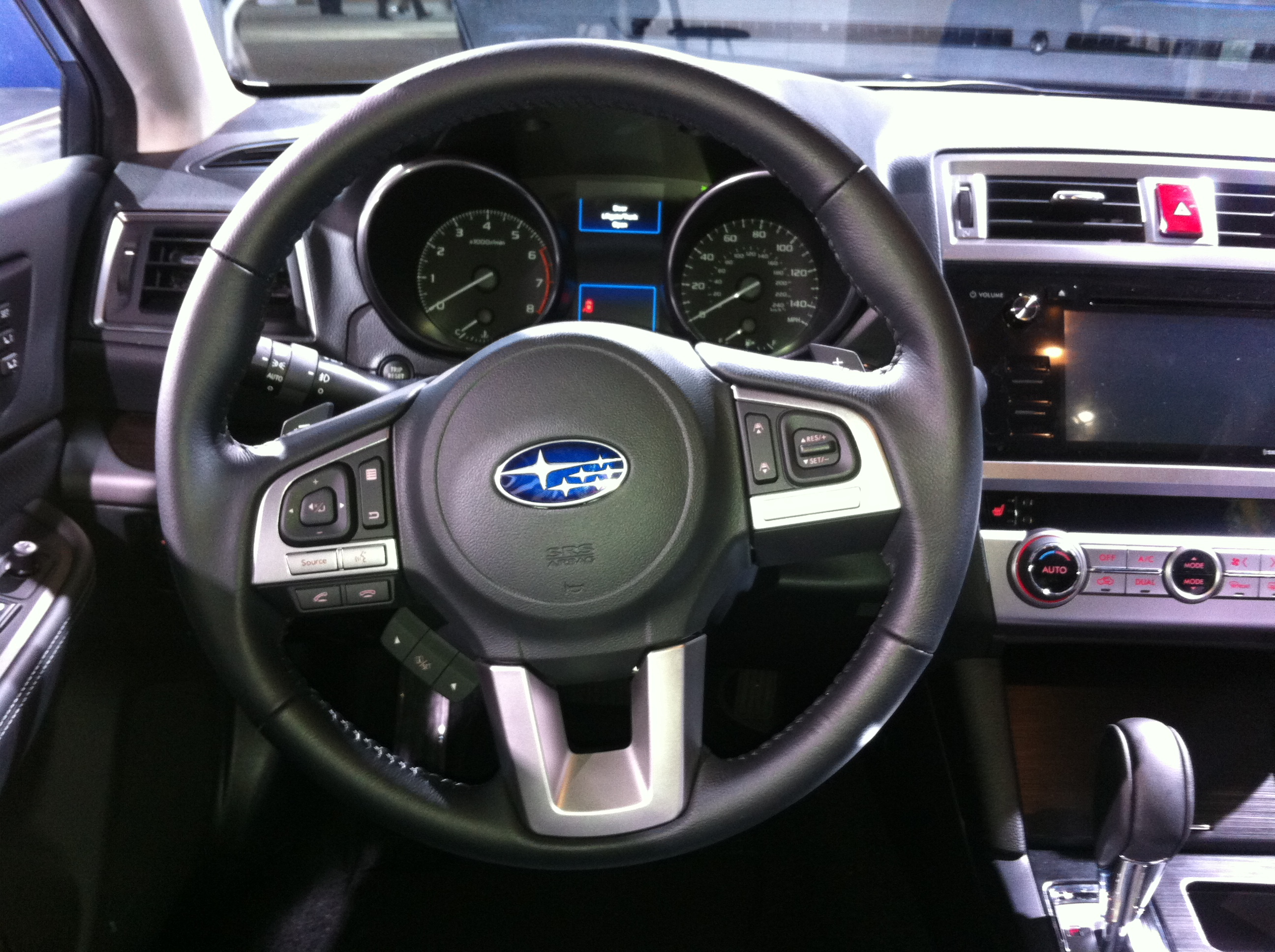
Innenraum
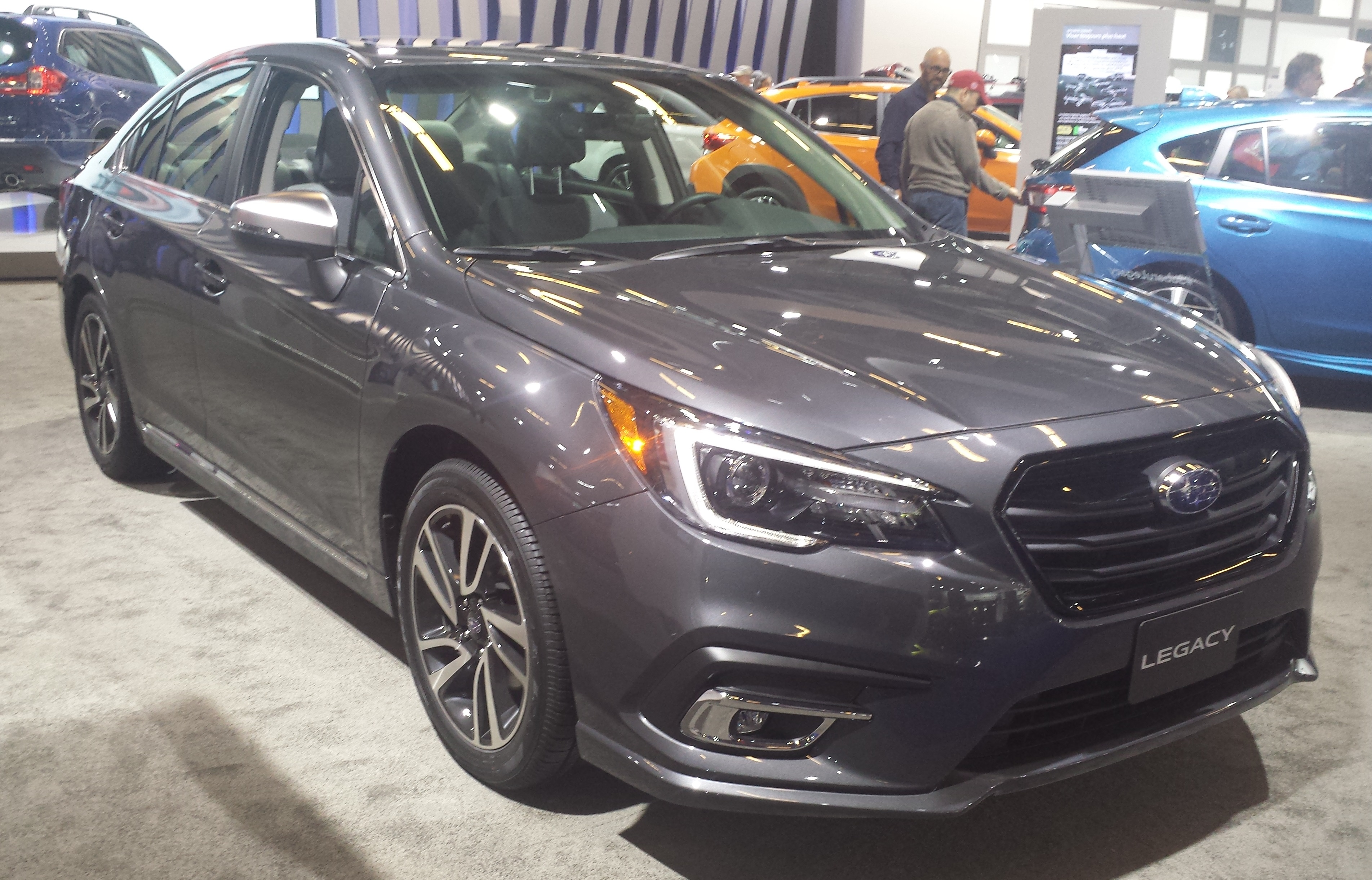
Subaru Legacy (2017–2020)

Im Juni 2020 wurde die japanische Produktion in Ōta wegen zu geringer Nachfrage eingestellt. Dortiger Nachfolger ist die zweite Generation des Levorg, welche im August 2020 auf den Markt kam.

### Motorisierungen
|                                             | 2.5                        | 3.6                        |
| Bauzeitraum                                 | 2014–2020                  | 2014–2020                  |
| Motorkenndaten                              |                            |                            |
| Motortyp                                    | 4-Zylinder-Boxer-Ottomotor | 6-Zylinder-Boxer-Ottomotor |
| Hubraum                                     | 2498 cm³                   | 3630 cm³                   |
| max. Leistung bei min−1                     | 129 kW (175 PS) / 5800     | 191 kW (260 PS) / 6000     |
| max. Drehmoment bei min−1                   | 235 Nm / 4000              | 350 Nm / 4400              |
| Kraftübertragung                            |                            |                            |
| Antrieb                                     | Allradantrieb              | Allradantrieb              |
| Getriebe, serienmäßig                       | Stufenloses Getriebe       | Stufenloses Getriebe       |
| Messwerte                                   |                            |                            |
| Höchstgeschwindigkeit                       | 210 km/h                   | 240 km/h                   |
| Beschleunigung, 0–100 km/h                  | 9,6 s                      | 7,2 s                      |
| Kraftstoffverbrauch auf 100 km (kombiniert) | 7,7 l Super                | 9,9 l Super                |
| CO2-Emissionen (kombiniert)                 | 177 g/km                   | 230 g/km                   |
| Tankinhalt                                  | 60 l                       | 60 l                       |

## 7. Generation (BW, seit 2019)
Die siebte Generation wurde auf der Chicago Auto Show 2019 der Öffentlichkeit präsentiert. Eine Kombi-Version wird erneut nicht angeboten. Der Vertrieb wird weiter eingeschränkt, so wird die siebte Generation in Australien und Japan nicht angeboten. Die Outback-Variante wurde dagegen weltweit eingeführt. Eine überarbeitete Version des Legacy präsentierte Subaru im Mai 2022. Im April 2024 teilte Subaru mit, dass die Herstellung des Legacy nach dem Modelljahr 2025 eingestellt werden soll.

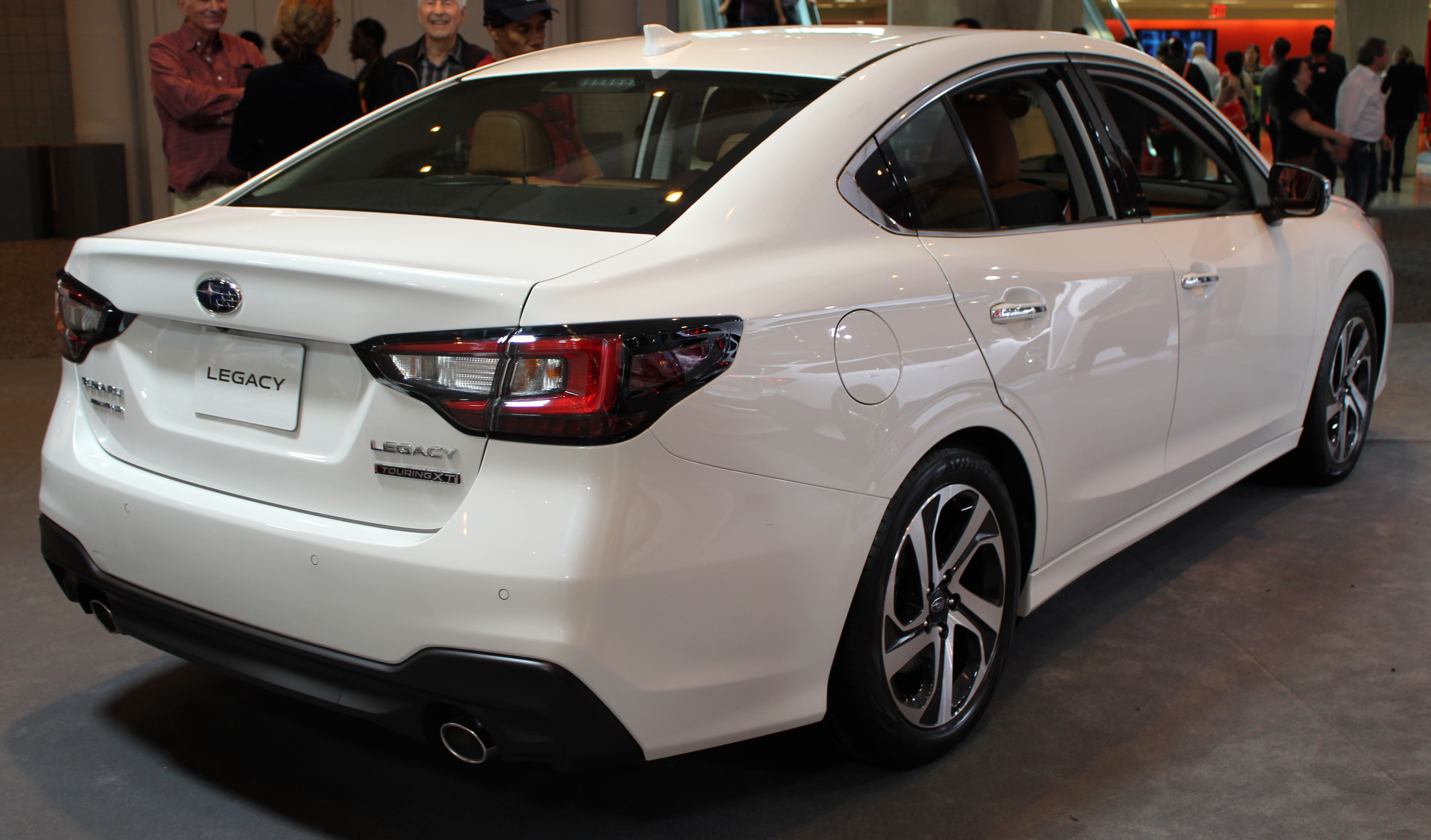
Heckansicht
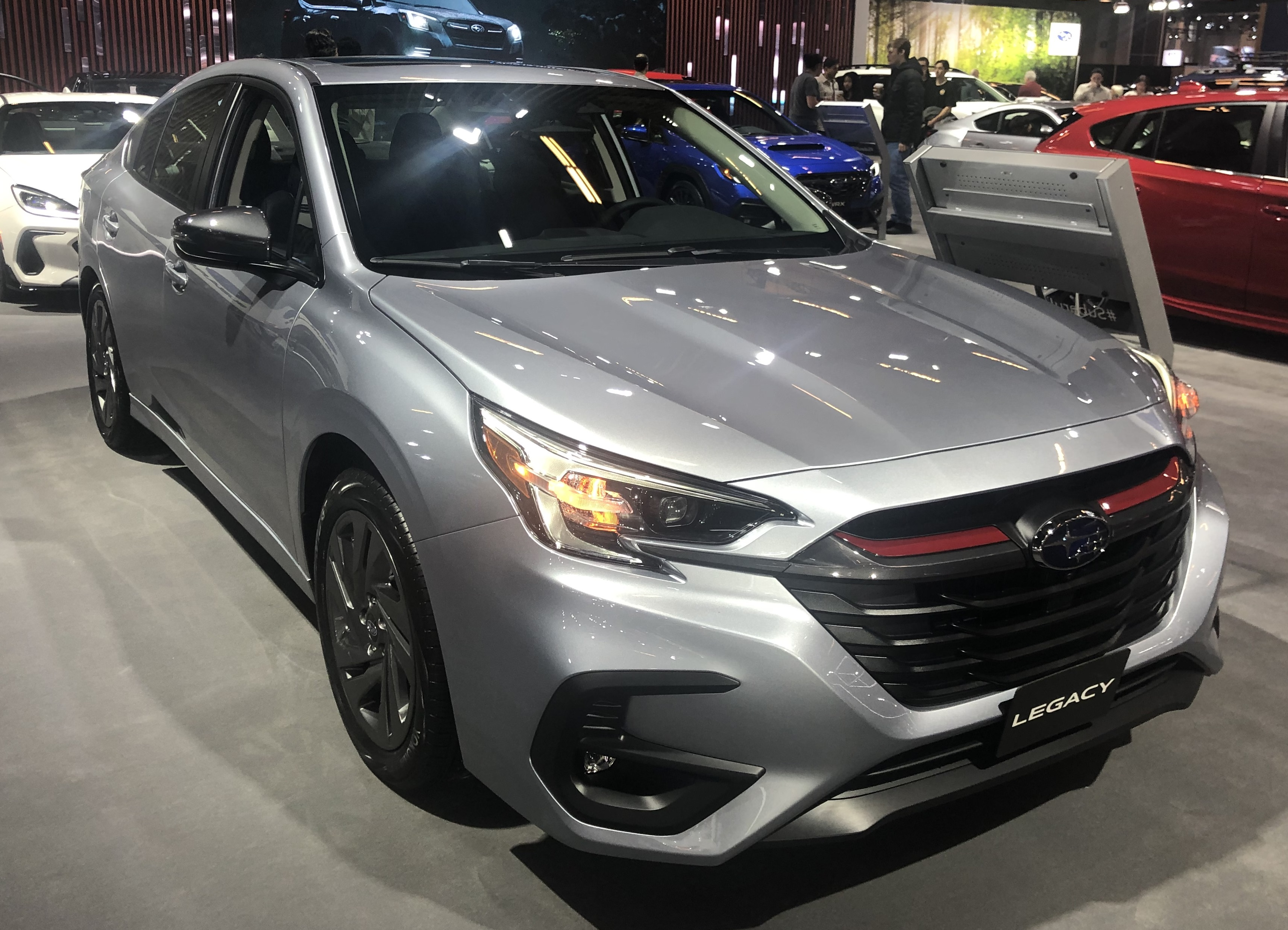
Subaru Legacy (seit 2022)
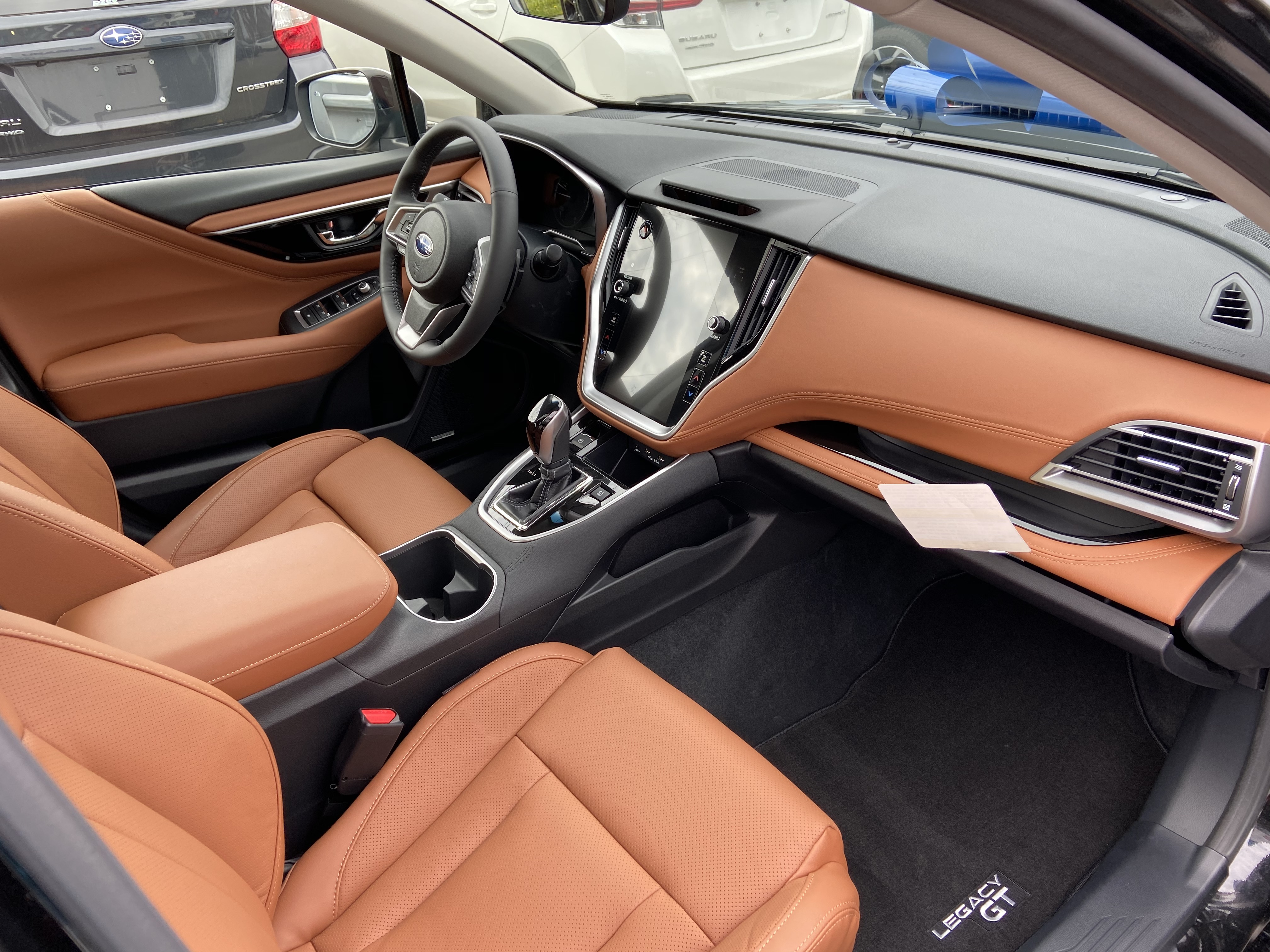
Innenraum

### Motorisierungen
|                                             | 2.5                        | 2.4                                       |
| Bauzeitraum                                 | seit 2019                  | seit 2019                                 |
| Motorkenndaten                              |                            |                                           |
| Motortyp                                    | 4-Zylinder-Boxer-Ottomotor | 4-Zylinder-Boxer-Ottomotor mit Turbolader |
| Hubraum                                     | 2,5 L                      | 2,4 L                                     |
| max. Leistung bei min−1                     | 136 kW (185 PS) / 5800     | 194 kW (264 PS) / 5600                    |
| max. Drehmoment bei min−1                   | 239 Nm / 4400              | 376 Nm / 2000–4800                        |
| Kraftübertragung                            |                            |                                           |
| Antrieb                                     | Allradantrieb              | Allradantrieb                             |
| Getriebe, serienmäßig                       | Stufenloses Getriebe       | Stufenloses Getriebe                      |
| Messwerte                                   |                            |                                           |
| Kraftstoffverbrauch auf 100 km (kombiniert) | 7,8 l Super                | 8,7 l Super                               |
| Tankinhalt                                  | 70 l                       | 70 l                                      |

## Zuverlässigkeit
Der Legacy gilt als langlebiges und zuverlässiges Auto und schneidet in den Statistiken des TÜV und ADAC sehr gut ab. So erreichte der Legacy im TÜV Auto-Report 2008 bei den 4- und 5-jährigen Fahrzeugen Platz 3 (nach Porsche 911 und Honda Jazz).

## Besondere Modelle
Das Turbomodell der ersten Baureihe (Typ BC/BJ) wurde auch nach Deutschland importiert. Mit einem Leistungsgewicht von 6,9 kg/PS verfügte es über eine sehr gute Motorisierung.
Modelle für den Schlechtwegeeinsatz wurden unter der Bezeichnung „Hubertus“ verkauft, die wichtigsten Ausstattungsmerkmale waren eine Niveauregulierung und Frontschutzbügel in Wagenfarbe.
Ab Anfang 1997 wurde eine Version mit erhöhter Bodenfreiheit und besonderer Ausstattung unter der Bezeichnung „Outback“ verkauft. Seit Ende 1999 wird der Outback als eigene Modellreihe geführt.
In den USA wurde eine Pick-up-Variante des Typs BE/BH unter der Bezeichnung Baja verkauft, etwa 150 Exemplare dieses Modells wurden nach Deutschland importiert.

## Der Legacy weltweit
Der Legacy wird im Hauptwerk von Subaru in Gunma Yajima in Japan und in Lafayette (Indiana, USA) hergestellt.
Die Hauptmärkte für den Subaru Legacy sind Japan, Nordamerika sowie Australien und Neuseeland. In diesen Ländern werden weitere Modelle angeboten, einige Beispiele:
- in Japan gibt es für Fahrer mit Gehbehinderung ein TransCare-Modell mit einem für den Ein- und Ausstieg drehbaren Fahrersitz.
- in Japan, Australien und in den USA werden Modelle mit Turbo- oder Twinturbomotor und bis zu 206 kW (280 PS) angeboten.

In Australien wird der Legacy unter dem Namen „Liberty“ verkauft.

## Auszeichnungen
- 2009: Top Safety Pick 2010 des Insurance Institute for Highway Safety[24]

## Bestand in Deutschland
Aufgeführt ist der Bestand an Subaru Legacy (BC/BJF, BD/BG und BE/BH) nach Hersteller- (HSN) und Typschlüsselnummern (TSN) in Deutschland laut Kraftfahrt-Bundesamt. Typen mit weniger als 100 Fahrzeugen werden nicht ausgewiesen. Bis 2007 beinhaltete der Bestand neben der Anzahl der angemeldeten Fahrzeuge auch die Anzahl der vorübergehenden Stilllegungen. Seit 2008 enthält der Bestand lediglich den „fließenden Verkehr“ einschließlich der Saisonkennzeichen.

### Legacy BC/BJF
| HSN/TSN  | Modell              | kW     | 1.1.2005 | 1.1.2006 | 1.1.2008 | 1.1.2009 | 1.1.2010 | 1.1.2011 | 1.1.2012 | 1.1.2013 | 1.1.2014 | 1.1.2015 |
| -------- | ------------------- | ------ | -------- | -------- | -------- | -------- | -------- | -------- | -------- | -------- | -------- | -------- |
| 7106/328 | Limousine 1.8       | 76     | 1.705    | 1.466    | 716      | 553      | 401      | 321      | 234      | 177      | 144      | 102      |
| 7106/329 | Limousine 2.2       | 100    | 1.770    | 1.535    | 779      | 640      | 459      | 378      | 303      | 236      | 185      | 149      |
| 7106/330 | Kombi 1.8           | 76     | 3.499    | 2.978    | 1.355    | 1.041    | 670      | 477      | 348      | 249      | 103      |          |
| 7106/331 | Kombi 2.2           | 100    | 4.564    | 3.968    | 1.904    | 1.458    | 1.012    | 741      | 552      | 397      | 147      | 109      |
| 7106/337 | Kombi 2.0           | 85     | 4.078    | 3.769    | 2.339    | 1.912    | 1.375    | 1.021    | 718      | 506      | 176      | 138      |
| 7106/338 | Kombi 2.0 Turbo     | 147    | 264      | 227      | 114      | 102      |          |          |          |          |          |          |
| 7106/339 | Kombi 1.8           | 76     | 2.250    | 2.050    | 1.125    | 905      | 620      | 462      | 320      | 220      |          |          |
| 7106/340 | Limousine 2.0       | 85     | 1.739    | 1.555    | 856      | 703      | 515      | 427      | 345      | 270      | 215      | 163      |
| 7106/341 | Limousine 2.0 Turbo | 147    | 119      |          |          |          |          |          |          |          |          |          |
| Quelle   | Quelle              | Quelle | [ 25 ]   | [ 26 ]   | [ 27 ]   | [ 28 ]   | [ 29 ]   | [ 30 ]   | [ 31 ]   | [ 32 ]   | [ 33 ]   | [ 34 ]   |

### Legacy BD/BG
| HSN/TSN  | Modell        | kW     | 1.1.2005 | 1.1.2006 | 1.1.2008 | 1.1.2009 | 1.1.2010 | 1.1.2011 | 1.1.2012 | 1.1.2013 | 1.1.2014 | 1.1.2015 |
| -------- | ------------- | ------ | -------- | -------- | -------- | -------- | -------- | -------- | -------- | -------- | -------- | -------- |
| 7106/349 | Limousine 2.0 | 85     | 987      | 925      | 647      | 584      | 503      | 455      | 391      | 351      | 304      | 252      |
| 7106/351 | Kombi 2.0     | 85     | 9.545    | 9.158    | 7.473    | 6.961    | 6.162    | 5.713    | 5.022    | 4.311    | 3.510    | 2.836    |
| 7106/352 | Limousine 2.2 | 94     | 529      | 499      | 336      | 296      | 256      | 233      | 205      | 174      | 144      | 123      |
| 7106/353 | Kombi 2.2     | 94     | 2.344    | 2.204    | 1.597    | 1.425    | 1.193    | 1.066    | 917      | 754      | 601      | 494      |
| 7106/360 | Kombi 2.2     | 96     | 190      | 181      | 143      | 135      | 122      | 118      | 104      |          |          |          |
| 7106/361 | Limousine 2.5 | 110    | 343      | 317      | 245      | 225      | 206      | 193      | 176      | 158      | 141      | 127      |
| 7106/362 | Kombi 2.5     | 110    | 3.048    | 2.872    | 2.177    | 2.053    | 1.867    | 1.743    | 1.563    | 1.382    | 1.149    | 974      |
| Quelle   | Quelle        | Quelle | [ 25 ]   | [ 26 ]   | [ 27 ]   | [ 28 ]   | [ 29 ]   | [ 30 ]   | [ 31 ]   | [ 32 ]   | [ 33 ]   | [ 34 ]   |

### Legacy BE/BH
| HSN/TSN  | Modell        | kW     | 1.1.2005 | 1.1.2006 | 1.1.2008 | 1.1.2009 | 1.1.2010 | 1.1.2011 | 1.1.2012 | 1.1.2013 | 1.1.2014 | 1.1.2015 |
| -------- | ------------- | ------ | -------- | -------- | -------- | -------- | -------- | -------- | -------- | -------- | -------- | -------- |
| 7106/384 | Limousine 2.0 | 92     | 516      | 499      | 419      | 403      | 377      | 365      | 344      | 316      | 297      | 277      |
| 7106/385 | Kombi 2.0     | 92     | 4.275    | 4.157    | 3.668    | 3.584    | 3.497    | 3.428    | 3.321    | 3.136    | 2.955    | 2.725    |
| 7106/386 | Limousine 2.5 | 115    | 665      | 631      | 496      | 489      | 470      | 455      | 436      | 398      | 368      | 342      |
| 7106/387 | Kombi 2.5     | 115    | 4.349    | 4.195    | 3.469    | 3.347    | 3.239    | 3.180    | 3.007    | 2.829    | 2.612    | 2.381    |
| 7106/396 | Kombi H6-3.0  | 154    | 844      | 804      | 654      | 638      | 639      | 636      | 617      | 584      | 560      | 534      |
| Quelle   | Quelle        | Quelle | [ 25 ]   | [ 26 ]   | [ 27 ]   | [ 28 ]   | [ 29 ]   | [ 30 ]   | [ 31 ]   | [ 32 ]   | [ 33 ]   | [ 34 ]   |